# Histoire d'Arles à l'époque médiévale
Au début du Moyen Âge, Arles, profitant de l'affaiblissement du pouvoir comtal et de ses chevaliers urbains, essaye de s'émanciper d'abord par le consulat en 1130 puis par la république d'Arles à partir de la fin du XIIe siècle. La ville avec la Provence, passe toutefois en 1251 sous la domination complète de la première dynastie Angevine et la cité, bien qu'ayant réalisé son unité, perd de son importance politique. En revanche Arles et son territoire se développent par l'agriculture, l'élevage et le commerce et accueillent dès le milieu du XIIe siècle les ordres religieux militaires, notamment les Templiers, puis les cisterciens. Au siècle suivant, ils seront suivis par les ordres mendiants. À la fin du XIIIe siècle, Arles englobe de nouveaux quartiers dans une enceinte agrandie et atteint son optimum démographique du Moyen Âge avec une population d'environ 15 000 habitants avant les crises du Moyen Âge tardif.

## XIesiècle

### Les évènements
Dès les premières années du XIe siècle, les comtes Guillaume II dit le Pieux (993-1019) et Roubaud de Provence, son oncle, qui se partagent indivis le comté de Provence, ne sont plus en mesure de tenir les grands lignages en respect. En 1008, à la mort de Roubaud, s'ouvre donc une période de troubles, aggravée par la puissance croissante des grandes familles, le rattachement au Saint-Empire romain germanique et l'activisme politique de l'Église.

#### Affaiblissement du pouvoir comtal

##### Des féodaux de plus en plus puissants

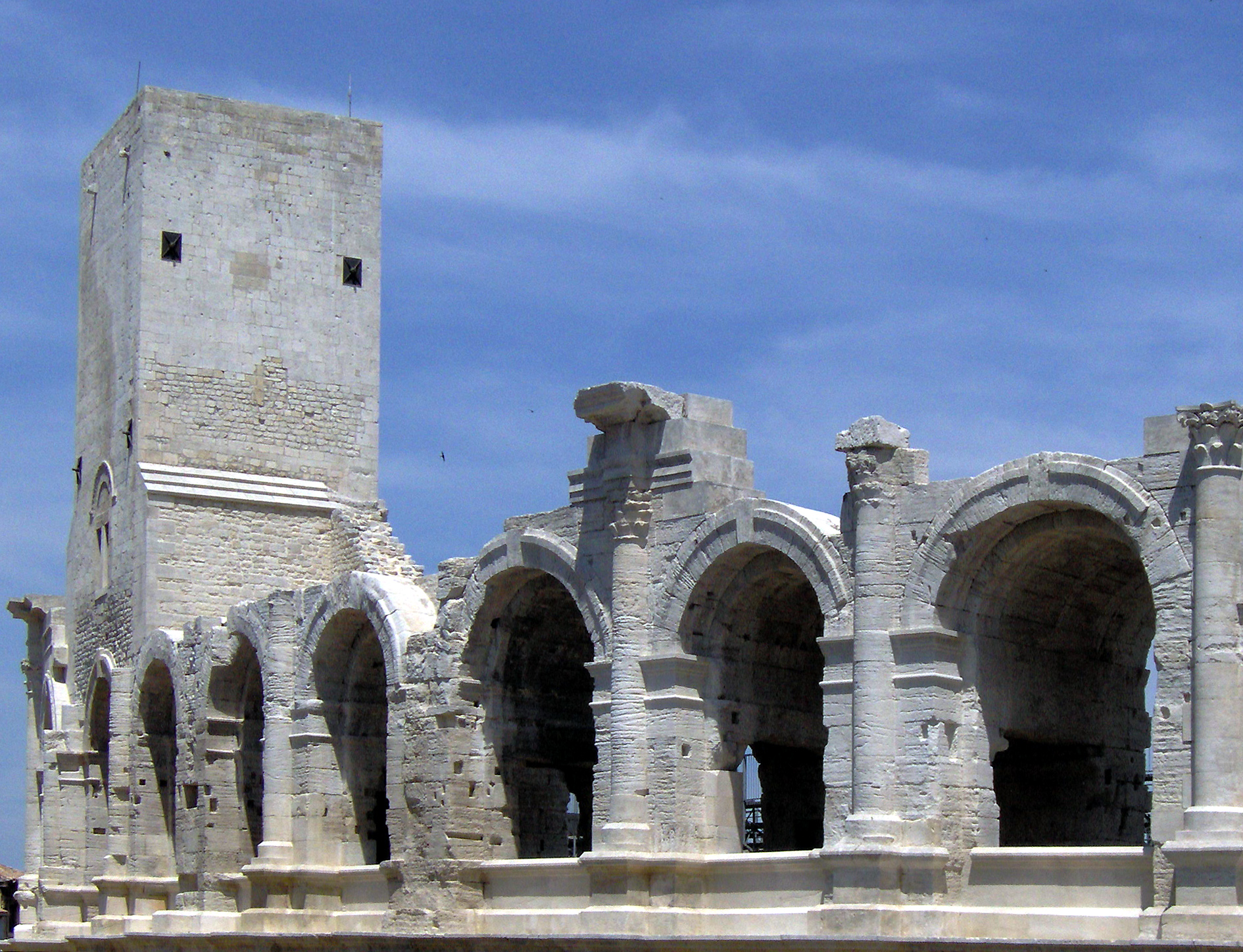
Une des tours de l’amphithéâtre qui datent probablement du XIe siècle. L'amphithéâtre est transformé en citadelle urbaine dès le XIe siècle.

Les différentes factions de la noblesse tentent d'imposer leur loi en recourant au recrutement de guerriers professionnels. Ainsi à Arles, les couches aisées de la population se militarisent (miles) à l'instar des Porcellet et adoptent un genre de vie guerrier. Une des conséquences en est la transformation du bâti de la ville avec la construction de nombreux bastions privés urbains.
Le pouvoir comtal vacille ensuite, entre 1018 et 1032, devant les révoltes des seigneurs de Fos. Une première révolte (1018-1022) éclate contre le comte de Provence, Guillaume II, qui périra d'ailleurs lors du siège de ce château en 1018; elle est suivie d'une seconde sédition dans les années 1030-1032 quand le comte Bertrand combat de nouveau les seigneurs des Baux et de Fos. À la tête de l'ost comtal, composé par les vicomtes de Marseille et quelques seigneurs des Alpes, les combats s'engagent encore une fois sur les rives de l'étang de Berre où le prince réussit à battre ses vassaux révoltés. La paix seigneuriale revient en 1032.
Enfin, au niveau de la richesse foncière, le patrimoine des grandes familles, notamment celle des Baux, des Porcellet et des vicomtes de Marseille, s'agrandit jusqu'aux années 1030-1040, moins par des spoliations de biens ecclésiastiques que par des concessions archiépiscopales en bénéfice ou précaire rapidement intégrées au patrimoine héréditaire. Ces concessions sont souvent les contreparties de l'appui à l'Église arlésienne des familles aristocratiques dont les prélats sont issus.

##### Le rattachement au Saint-Empire romain germanique

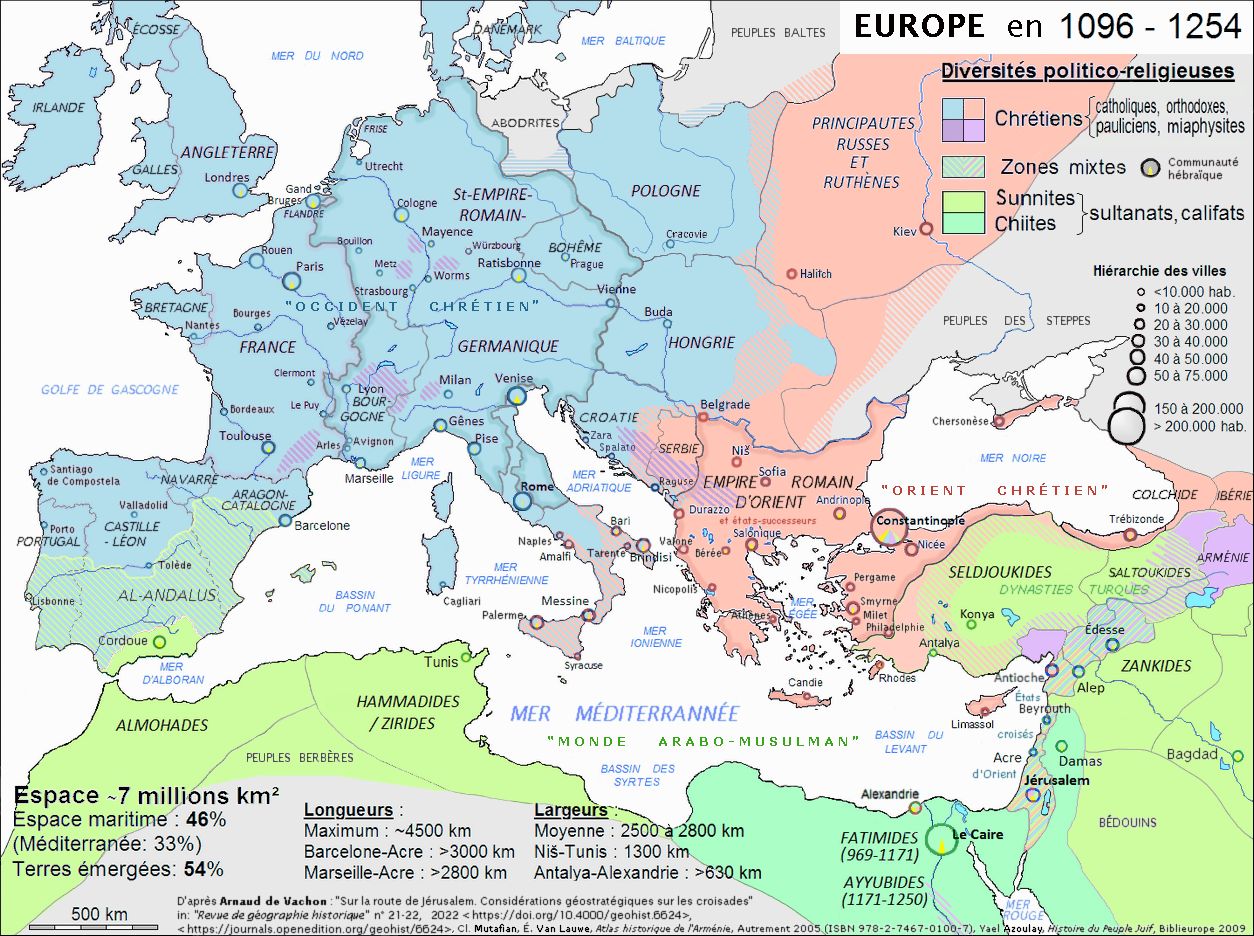
L'Europe et le Saint-Empire romain germanique aux XI et XIIe siècles

Le comté de Bourgogne, la Bourgogne transjurane, la Bourgogne cisjurane et la Provence sont terres du Saint-Empire romain germanique à partir de 1032.

La paix est à peine rétablie que le suzerain de la Provence Rodolphe de Bourgogne meurt en septembre 1032. Durant deux ans, suit une période trouble de lutte entre les prétendants, l'empereur Conrad le Salique et Eudes de Blois. À l'issue de cette guerre, le comté de Provence devient terre d'Empire.
Les empereurs germaniques non possessionnés en Provence ne disposent, malgré leur titre et leur suzeraineté, d'aucun pouvoir supplémentaire et la Provence est dans les faits pratiquement indépendante. Néanmoins, en dépit d'un rejet initial, des liens étroits sont établis entre l'Empire et la ville d'Arles. Par exemple, en 1046 l'archevêque d'Arles Raimbaud (1030-1069) agit en prélat du Saint-Empire : il participe au synode de Sutri et assiste à Rome, au couronnement de l'empereur Henri III qu'il rencontre personnellement. L'archevêque devient en quelque sorte le vicaire de l'Empereur à Arles. Les Arlésiens vont par la suite profiter de cette situation jusqu'au milieu du XIIIe siècle pour jouer l'empereur distant contre le comte relativement trop présent.

#### Les actions de l'Église
Dans les années 1020-1040, l'insécurité, comme le rappelle l'historien Jean-Pierre Poly, règne en Provence : les seigneurs tuent, volent ou taxent sans contrôle.

##### La Trêve et la Paix de Dieu
Initialement, en réaction à cette violence, l'Église tente de promouvoir la Trêve puis la Paix de Dieu. Déjà entre 1031 et 1040, divers conciles et assemblées présidés par Raimbaud de Reillanne, archevêque d'Arles (cf. conciles d'Arles), essayent de contenir cette violence. Mais c'est surtout l'assemblée de Saint-Gilles d'un 4 septembre 1042 ou 1044, qui introduit en Provence la Trêve de Dieu. Cette assemblée de 17 évêques, dont cinq de la Narbonnaise, interdit le port des armes pendant une période de deux mois et décrète l'inviolabilité des églises. D'autres assemblées précisent les règles de la Paix de Dieu : les chevaliers ont interdiction de faire la guerre, d'abord le samedi, puis du mercredi soir jusqu'au lundi matin. Mais le recours à un bras séculier coûte cher à l'Église comme à l'archevêque Raimbaud qui à la suite de l'aide d'Uc des Baux doit lui céder de nombreux biens (dime du Vernègue, taxe sur les fourrures de vair versée par les Juifs d'Arles...).
Après avoir tenté d'imposer la Trêve puis la Paix de Dieu, Église lassée de soutenir un comte de moins en moins reconnu par ses sires, s'aperçoit qu'elle est devenue plus puissante que lui. Les réformateurs de la génération suivante, enhardis par ces succès et instruits par ces expériences, vont essayer que ""ceux qui prient" gouvernent le monde. Ainsi en Provence, la réforme grégorienne, va devenir le vecteur d'une politique visant directement l'archevêque d'Arles, représentant d'une grande famille aristocratique, les vicomtes de Marseille, et de manière plus subtile, le comte de Provence.

##### Les prémices de la Réforme grégorienne à Arles
L'Église tente de récupérer ses biens temporels. Par exemple à Arles une collégiale établie aux Alyscamps était tombée vers l’an 1035 entre des mains laïques. Raimbaud intervient et donne aux moines de Saint-Victor de Marseille l’antique église Saint-Genès ainsi que toutes ses dépendances, moyennant le cens d’une livre d’encens à fournir le jour de saint Trophime.
Dans le cadre de cette réforme, le Saint-Siège essaye aussi d'éliminer les prélats issus des grandes familles provençales qui ont tendance à mener une politique personnelle plus dans l'intérêt du patrimoine familial que de celui de l'Église. En Provence, cette politique se radicalise après l'archiépiscopat de Raimbaud (mai 1030-† le 18 février 1069) qui bien que promoteur actif de la réforme grégorienne, ménage toutefois jusqu'à la fin de sa vie les plus grandes familles aristocratiques de Provence.

##### La crise politique et ecclésiastique de 1078-1096: le cas de l'archevêque Aicard

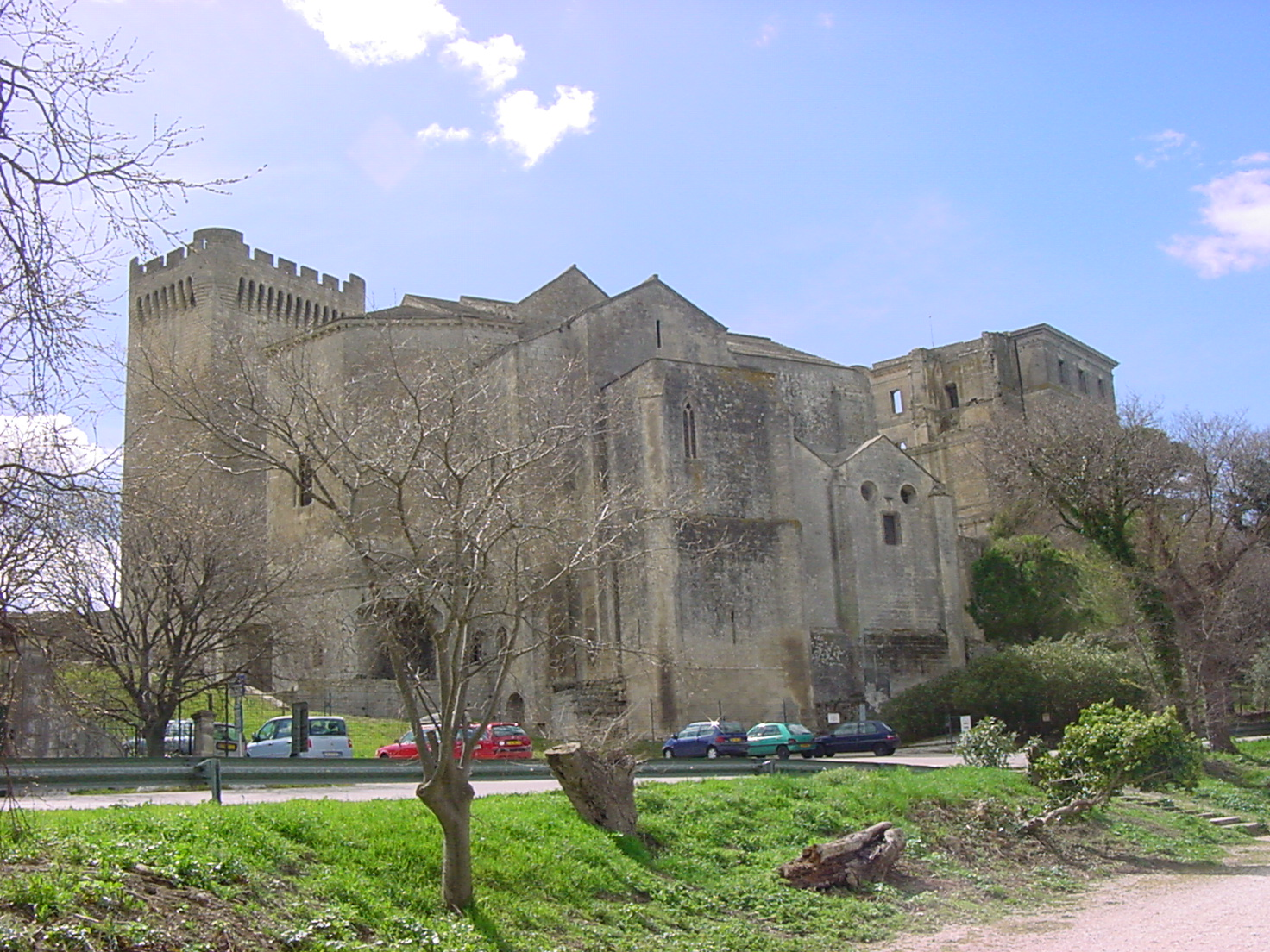
L'abbaye de Montmajour, ancienne nécropole des comtes de Provence

Le cas d'Aicard, archevêque de la ville, de la famille des vicomtes de Marseille, qui a pris parti pour l'empereur Henri IV contre le pape Grégoire VII dans la Querelle des Investitures à la fin des années 1070, en est un bon exemple.
En l'espèce à Arles, ces tensions d'ordre politico-religieux avec le pape se doublent d'un problème politique entre le comte et l'archevêque qui à cette époque est aussi un seigneur féodal. Le comte de Provence Bertrand (1063-1093) est triplement opposé à Aicard : d'abord à propos de la nomination controversée de Bermond comme abbé de Montmajour, ensuite probablement comme le souligne l'historien arlésien Anibert, parce qu'Aicard s'est rapproché dès 1076 du comte de Saint-Gilles, excommunié par le pape et rival du comte de Provence, enfin et surtout parce qu'il redoute la puissance de la famille de l'archevêque, celle des vicomtes de Marseille.
Le comte de Provence est déjà affaibli : il a transféré la résidence comtale d'Arles à Tarascon en 1063 et, incapable d'assurer la paix, il demande en 1065 aux puissantes familles arlésiennes d'assurer la protection des biens de l'Abbaye de Saint-Victor de Marseille. De même, la justice comtale ne semble plus qu'un souvenir. Un scribe de Montmajour écrit en 1067 :
« Il n'y a plus de duc ni marquis qui rende droite justice ».
En 1078, le comte de Provence recherche l'appui du pape en accusant l'archevêque de simonie, puis en 1081, en se plaçant sous la suzeraineté papale, renie ses liens de vassalité avec l'Empereur Germanique. Le prélat arlésien est toutefois soutenu par le peuple, le clergé, les familles des Baux et des Porcelet et le comte de Saint-Gilles, Raimon IV. Ainsi, la ville refuse la destitution en 1080 de son archevêque Aicard et interdit l'entrée à Gibelin de Sabran, le nouveau prélat désigné par le pape au concile d'Avignon. 

Finalement, ce n'est qu'après 1096 que l'Église profitant de l'absence des dynasties locales, parties en croisade, pourra mettre de l'ordre dans sa hiérarchie, plaçant des réformateurs non liés aux familles vicomtales à la tête de son évêché.
Si la rébellion épiscopale d'Aicard va entraîner un déclin du diocèse arlésien jusqu'au milieu du XIIe siècle, Anibert y voit, au niveau politique, le ferment des idées d'émancipation de la cité qui se concrétiseront cinquante ans plus tard par le consulat.

#### Vacance du pouvoir avec la première croisade?

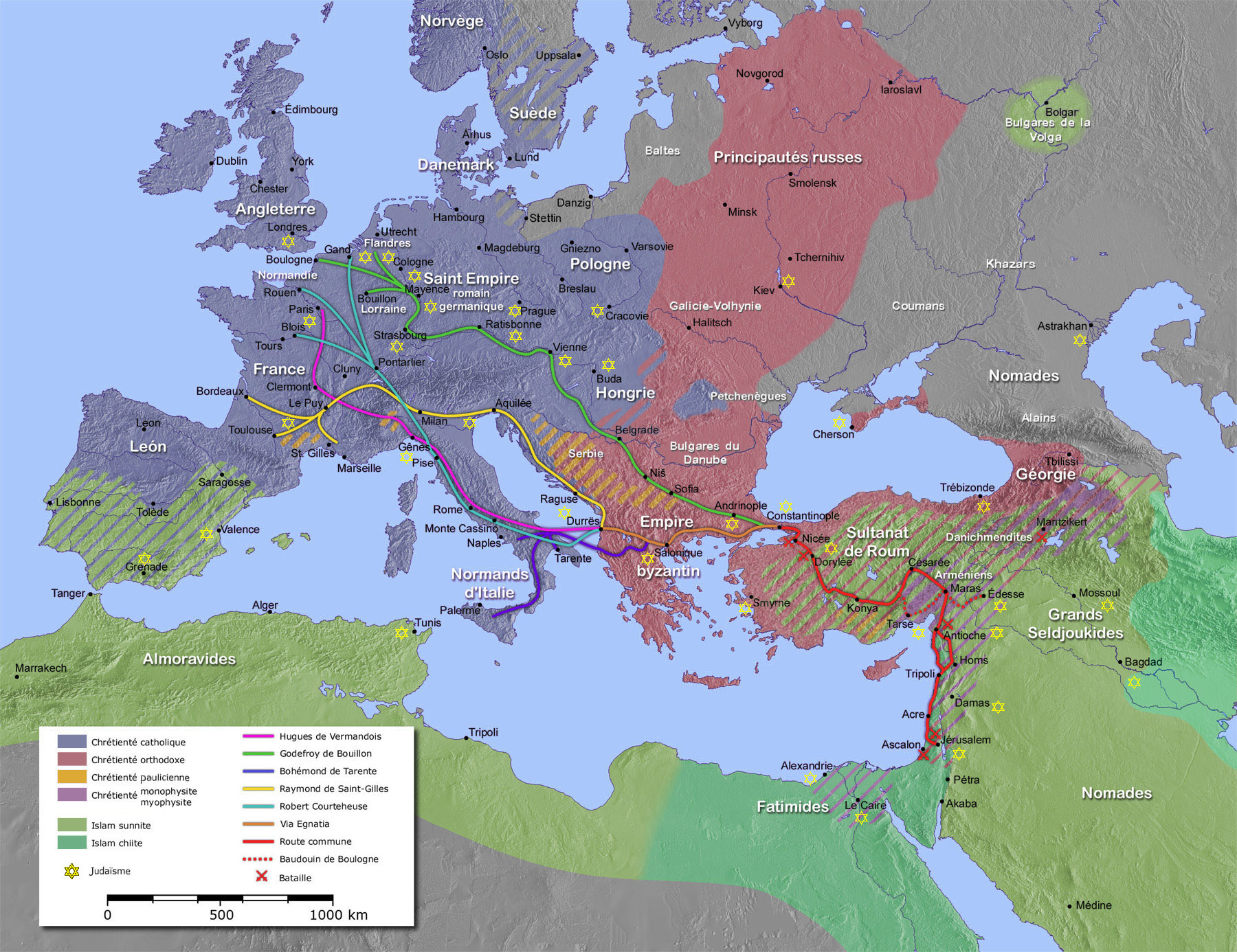
Carte de la première croisade (1096-1099).

Bertrand meurt en 1093, après un règne de trente-deux ans. Sa mère Etiennette s'empare de la régence qu'elle exerce jusqu'à sa mort. On voit ensuite régner ensemble la sœur de Bertrand, Gerberge et le mari de celle-ci, Gilbert, vicomte du Gévaudan et seigneur de Milhaud et de Carlad. Il semble que Gilbert participe à la première croisade, et cette absence contribue à expliquer le manque presque absolu d'évènements sur ce règne.

### La vie économique duXIesiècle: défrichements et commerce
Sur le plan économique, le mouvement de reprise amorcé dès la fin du Xe siècle continue après l'an 1000. Des terres sont remises en culture et dans la région de nombreuses chapelles sont bâties pour le service paroissial des laboureurs nouvellement installés. La cité elle-même se développe : une charte de l'année 1015 signale la présence de maisons à l'extérieur des murs de la ville, non loin de la porte Saint-Étienne.
Après les années de tension et de conflits 1015-1040, la ville s'ouvre aux commerçants italiens au milieu du XIe siècle à l'époque où Gênes et Pise deviennent des puissances en Méditerranée. Une source primaire précise : les Pisans, les Génois et les autres Lombards qui viennent à Arles. Ils remplacent les marchands juifs, les Radhanites des siècles précédents, qui à partir des ports du pays franc se dirigeaient vers le Moyen-Orient.
Dans la seconde moitié du siècle, l'extension des terres agricoles reprend essentiellement sous la forme d'assèchements de marais, comme ceux entourant l'abbaye de Montmajour sur lesquels les moines et la ville d'Arles s'opposent avant de conclure un compromis en 1067. De même en 1073, un document indique que les moines de Saint-Victor peuvent assécher les marais de Vaquières en Crau.

## XIIesiècle
Le XIIe siècle arlésien est occupé par des péripéties complexes où s'affrontent les deux grands ports italiens Gênes et Pise et où s'opposent les familles de Barcelone et de Toulouse soutenues par leurs alliés arlésiens respectifs, principalement l'archevêque ainsi que les Baux et les Porcelet. Dans ce contexte de grande instabilité politique lié en partie à l'installation contestée en 1112 de la 2e dynastie des comtes de Provence qui sera une des causes des guerres Baussenques, Arles va être l'objet dès 1131, d'un mouvement d'émancipation urbaine, appelé consulat, l'un des plus anciens de Provence et d'un développement tant économique et commercial que religieux, avec notamment l'installation des Templiers.

### Les événements

#### Installation de la2edynastie des comtes de Provence
// rappel du début du siècle : faiblesse des comtes, pb successoraux de la première dynastie des comtes de Provence, visées de la maison de Toulouse sur le comté de Provence, rôle important de l'abbaye Saint-Victor de Marseille, des légats du pape... //

Vers 1110, Gerbert de Gévaudan dit aussi Gilbert de Gévaudan, comte de Provence par son mariage avec Gerberge est assassiné par un noble provençal. En absence d'héritier, Gerberge recherche l'appui d'une dynastie forte capable de restaurer l'autorité comtale contestée depuis plusieurs décennies par des guerres privées.

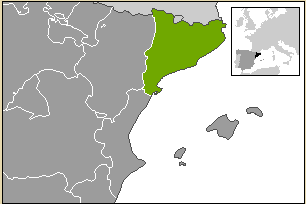
Catalogne

##### Un mariage arrangé
Le 3 février 1112 à Saint-Victor de Marseille et non à la cathédrale Saint-Trophime d'Arles alors capitale du comté de Provence, le comte de Barcelone Raimond Bérenger épouse Douce la fille aînée de Gerberge de Provence, comtesse de Provence. L'Église qui profite de l'absence de la maison de Toulouse aurait pu avoir arrangé ce mariage. Édouard Baratier écrit : « Cette union a peut-être été favorisée par la cardinal Richard de Millau, ancien abbé de Saint-Victor, devenu archevêque de Narbonne. En un minimum de temps plusieurs donations successives légitiment l’autorité du comte barcelonais sur la Provence ».
On peut également rappeler que l'abbaye de Saint-Victor avait à cette époque de nombreux domaines en Catalogne, ce qui explique probablement les contacts de l'Église avec les princes Catalans par l'intermède d'anciens abbés de ce monastère. Quoi qu'il en soit, par ce mariage, le comté de Provence passe grâce à une série de donations, de la comtesse Gerberge de Provence à Raimond Berenger. C'est le début officiel de la deuxième dynastie des comtes de Provence.

##### Un mariage contesté
Toutefois cette transaction est immédiatement contestée. Par exemple en 1112, l'arlésien Jaufre Porcelet (1101-1149) est le seul Provençal à avoir souscrit l'acte par lequel la comtesse donne la main de sa fille Douce à Raimon Bérenger III.
Et lors de l'hommage auquel se soumettent de nombreux seigneurs en 1113, tous, en particulier les comtes de Fos et la majorité des familles possessionnées en Provence orientale, ne sont pas représentés. De même Raimond des Baux, le nouveau beau-frère du comte, hésite avant de se ranger derrière la nouvelle dynastie. Mais son soutien intéressé dans un faide contre les meurtriers du comte Gerbert lui permet de récupérer de nombreux domaines notamment en Camargue. Dès lors cette étroite collaboration entre les Porcelet, les Baux et les Catalans se manifeste dans la participation de la noblesse arlésienne à une expédition conjointe avec les Pisans à la croisade de Majorque en 1114-1115 où ils tentent en vain de déloger les Musulmans.
La noblesse provençale dans son ensemble est déchirée par la rivalité entre les différents comtes qui peuvent prétendre au comté par la branche féminine (comtes d'Urgell, de Barcelone et de Saint-Gilles). Raimond-Bérenger doit donc mener une campagne pour soumettre les récalcitrants, en particulier les Fos. En 1115/1116, par une action militaire, il s'empare du château de Fos où il reçoit l'hommage de Pons V de Fos pour les territoires de Fos et d'Hyères. Une autre famille de la région d'Arles où se situe la principale zone d'influence des comtes, les vicomtes de Marseille est également mentionnée comme ralliée au comte en 1116.
Une seconde phase dans cette contestation, entre 1119 et la fin des années 1120, voit des changements d'alliances, notamment celles des grandes familles arlésiennes. Le conflit reprend en effet à la majorité d'Alphonse Jourdain qui marque le retour de la maison de Toulouse après vingt-cinq ans d'absence en Provence, à la suite des croisades et de la jeunesse du prince. À cette occasion Alphonse Jourdain reçoit l'appui de grandes familles en mémoire des liens tissés par son père Raimon IV avec la noblesse provençale et en raison des oppositions suscitées par les progrès de la réforme de l'Église. Dans ce conflit opposant les maisons de Toulouse et de Barcelone, l'archevêque d'Arles suit le parti du pape, c’est-à-dire les comtes de Barcelone. Ce conflit va entraîner de vives tensions à Arles entre la maison des Baux et celle des Porcelet qui soutiennent Alphonse Jourdain, et l’archevêque Atton (1115-† 1129).
« L’engagement de l’archevêque Aton aux côtés de Raimond Berenger I…, alors que les Baux choisissent le camp d’Alphonse Jourdain, provoque sans doute une première rupture, que vient consommer le statut des légats du pape Innocent II (1130-1143) de ses deux successeurs ».
De même, le 3 février 1120, le pape Calixte II, probablement lors de son passage dans la cité où il consacre l'église Saint-Julien, mande l'archevêque d’Arles de réprimer les déprédations de Guilhem Porcelet, seigneur arlésien allié des Baux. Ce même pape, le 22 avril 1122, informe Atton de l’excommunication d’Alphonse Jourdain de Toulouse.

##### Partition de la Provence, avec Arles capitale du comté

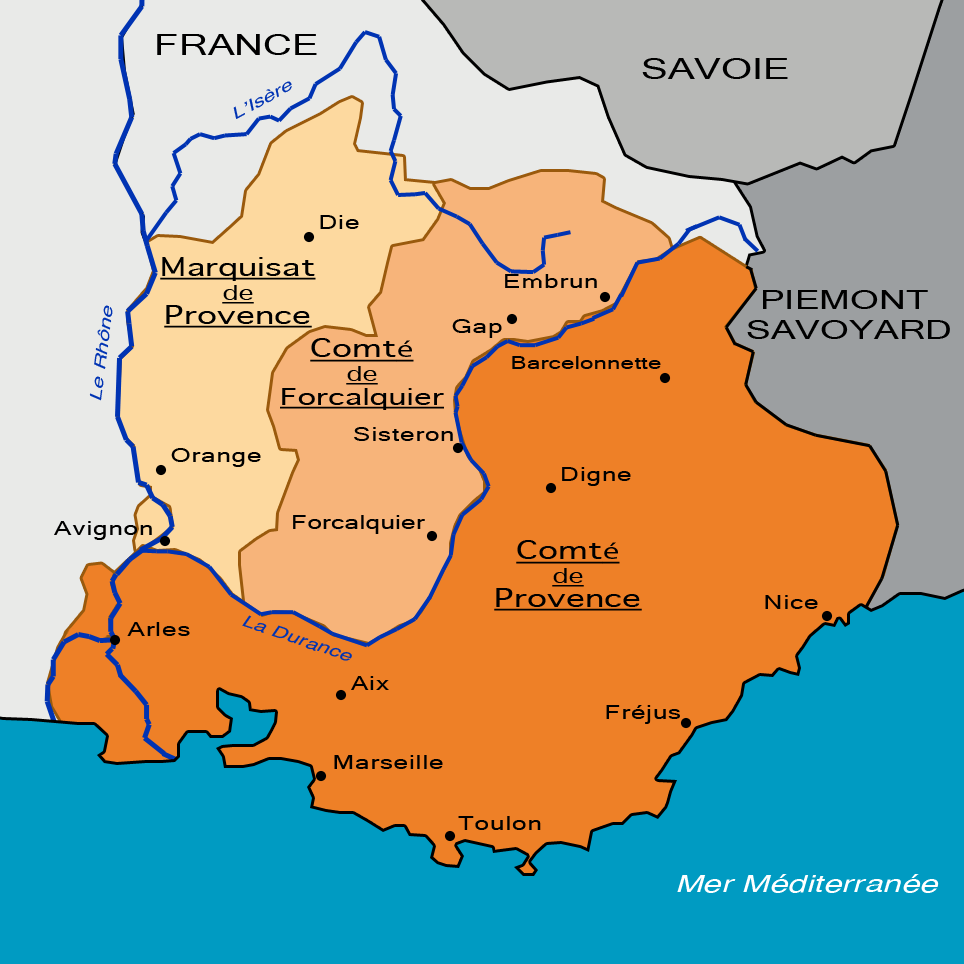
Le partage de 1125

Finalement un accord est signé le 15 septembre 1125 : ce traité établit un marquisat de Provence, au Nord de la Durance, attribué à Alphonse Jourdain (comte de Toulouse) et un comté de Provence, au Sud, dont Arles est la capitale, et qui revient à Raimond Bérenger (comte de Barcelone). Cet accord est à la fois un traité de partage de la Provence et une convention destinée à étouffer les revendications provençales d'un prétendant plus modeste : le comte de Forcalquier.
En 1125, alors que la paix est assurée, Raimond Bérenger III et sa femme Dolça en défenseurs de l'Église, à l'instar du comte Guillaume 150 ans auparavant, tiennent un plaid à Arles où accourent l'abbé de Saint-André, les moines de Lérins, l'évêque d'Antibes, l'archevêque et les chanoines d'Aix, tous pour récupérer leurs droits d'antan. Ils siègent au palais de la Trouille, probablement les Thermes de Constantin transformées en palais comtal.
Ce traité n'inaugure toutefois pas une période de calme.

#### 1130-1162: Création du consulat et Guerres baussenques

##### Les préparatifs
La mort de Douce en 1130 fait resurgir les problèmes de succession latents du comté de Provence, et celle de Raimond-Berenger, le 19 juillet 1131, affaiblit la maison de Barcelone. Désormais les comtes de Toulouse, soutenus par les Baux qui ont à nouveau changé d'alliance, et de Barcelone-Provence saisissent toutes les occasions pour améliorer leurs positions respectives. Ce jeu d'intrigues et de compétition va être la raison de chocs ininterrompus d'autant plus que la capitale de la Provence, Arles, se trouve elle-même dans une situation politique instable. La ville en effet est découpée en quartiers appartenant à des seigneurs féodaux (archevêque, familles aristocratiques, comte de Toulouse) différents, souvent en conflit, mais unis objectivement dans le refus de laisser le comte de Provence devenir possessionné dans la cité.

##### La création du consulat
La mort de Raimond-Berenger et ses conséquences donnent également l’impulsion supplémentaire dans la cité d'Arles à la création dès 1131 d’un consulat. Les Arlésiens s'inspirent des villes italiennes Pise et Gênes dont les marchands fréquentent leur port, et de leur voisine Avignon qui a instauré un consulat deux ans plus tôt.
D’après Anibert, historien arlésien du XVIIIe siècle, le consulat aurait été créé en réponse à la montée des menaces de conflit entre la Maison des Baux et celle des comtes de Provence : « Les préparatifs de guerre que faisaient sourdement les seigneurs des Baux, contre la Maison de Barcelone à la mort de Raymond-Berenger premier (il s’agit de Raimond Berenger III comte de Barcelone, 1082-1131, parfois appelé Raimond Berenger Ier comte de Provence) et peut-être quelque temps auparavant, durent décider les Arlésiens à ce grand changement, et engager l’archevêque à s’y prêter. Les circonstances exigeaient qu’on donnât à la ville des chefs capables de porter les armes au besoin… Quoi qu'il en soit, l’archevêque lui-même concourut à l’institution du Consulat, non comme un seigneur qui autorise les démarches de ses vassaux, mais comme chef de la confédération ».
Un historien moderne, Jean-Pierre Poly précise : « c’est la force et la puissance des chevaliers citadins qui donnent naissance aux premières communes provençales, avant le milieu du XIIe siècle ».
Le rôle grandissant des Arlésiens est ainsi consacré par l’apparition d’un consulat de caractère aristocratique avec le soutien (opportuniste ?) de l'archevêque d'Arles, Bernard Guerin (1129-1138). Quelques années plus tard en 1150, ce consulat est renforcé par une charte de l'archevêque Raimon de Montredon (1142-1160), prélat d'origine languedocienne qui manifeste une neutralité bienveillante vis-à-vis d’Alphonse Jourdain dans le conflit opposant les maisons d’Aragon et de Toulouse. Toutefois en 1156 (ou en 1150 ?), on signale une révolte de la ville d'Arles contre son archevêque, sans très bien en connaître les détails et les raisons. Quoi qu'il en soit, les premiers statuts de ce consulat sont rédigés dès les années 1160.
Dans les années 1130-1140, malgré le traité de 1125, l'autorité du comte autour de la région d'Arles est presque nulle, en dehors d'une suzeraineté nominale. Et les seigneurs des Baux qui ont fait valoir dès 1131, au titre de leur union avec la fille cadette de Gerberge, Étiennette, leurs droits au comté de Provence auprès de l'empereur Conrad, se prépare à un conflit ouvert avec le comte de Provence. D'autant plus, que leur richesse s'est fortement accrue.

##### Le conflit entre la maison des Baux et celle de Barcelone: les guerres Baussenques
En 1144, la mort sans doute non fortuite du comte Berenger Raimond à Melgueil tué par les Génois alliés du comte de Toulouse déclenche les Guerres Baussenques qui vont durer jusqu'en 1162 et se terminer par la défaite des Baux. 

Ces guerres, auxquelles participent dans un premier temps les Arlésiens comme alliés des Baux, ont pour cadre la région d'Arles et plus particulièrement le château de Trinquetaille, place forte de cette famille. C'est probablement en relation avec ces luttes qu'il faut appréhender la révolte évoquée précédemment des Arlésiens contre leur archevêque en 1156 ou en 1150. Au terme de conflits successifs (1144-1150, 1156 et 1162), le comte de Provence fait raser le château de Trinquetaille et bloque le développement économique de ce quartier -il contrôle ainsi la richesse de la maison des Baux- en interdisant ports et foires commerciales.
Les guerres baussenques permettent à la dynastie comtale de mettre au rang les Baux qui payent pour leur reddition un très lourd tribut, en particulier à Arles.... L'empereur Frédéric Barberousse soutient désormais la famille de Barcelone qui s'est imposée par les armes et lui donne sa nièce Richilde en mariage.
Les Baux de leurs côtés, après avoir tenté une dernière fois un recours auprès de l'empereur se décident à cesser toutes hostilités et choisissent de se ranger derrière le comte de Provence.

##### Position de la ville d'Arles dans ce conflit
- rapprochement de la ville et du comte
- 1162-1176 : Arles, ville aragonaise
- 1162-1165 : le rapprochement avec le comte de Provence
- 1166-1167 : nouveau conflit opposant les comtes de Provence et de Toulouse
- 1167-1176 : Arles sous les premières années du comte Raimond-Bérenger III de Provence

#### 1176-1181: réorganisation administrative
- événements entre 1176 et 1180

Arles aux marches du Saint-Empire romain germanique, vers 1181

- - le couronnement de l'empereur Frédéric Barberousse à Arles en 1178 ; tension entre le comte de Provence et l'empereur ; position d'Arles entre ces deux autorités ? ; Frédéric meurt en 1190
  - l'assassinat de Raimon Berenger le jour de Pâques 1181, près de Melgueil
- 1181-1189 : un pouvoir comtal affaibli
- 1181-1184 : le protectorat de Sanche, le second frère d'Alphonse
- 1185-1189 : révoltes et guerres privées

Dans les années 1185-1189, la Provence souffre d'un certain vide du pouvoir après la trahison de Sanche, le second frère d'Alphonse. La mort du procureur Roger Bernat en novembre 1188 remet en cause l'équilibre politique avec notamment la rébellion de Boniface de Castellane qui nécessite l'intervention du comte pour mater cette insurrection (octobre 1189).
À Arles, cette période correspond à la guerre privée conduite par les Porcelet contre la famille des Fos, adversaires jamais résignés des comtes. Dans ce conflit dont ils sortent vainqueurs, les Porcelet sont soutenus par l'archevêque, l'aristocratie urbaine et la famille comtale. Le traité de mars 1188 (ou 1189) leur permet d'accroître de manière substantielle leurs domaines, notamment dans la région d'Aix et de l'étang de Berre.

##### Évènements entre 1179 et 1190: paix du26 janvier 1190
Après trois ans de paix, le conflit reprend à la suite d'une défection de vassaux du comte de Toulouse, qui craignant pour leurs biens à la suite de la condamnation du catharisme par le IIIe siècle concile du Latran, se sont mis sous la protection d'Alphone Ier.

#### Les conflits urbains de la fin du siècle
En 1191, à l'époque de l'élection d'Imbert d’Eyguières comme archevêque, la ville d’Arles est la proie d’une violence urbaine entre différents partis. Ainsi lorsqu’en novembre 1191, le pape Célestin III lui remet une bulle, Célestin y décrit les troubles qui agitent la cité archiépiscopale et qui se traduisent par les pillages des marchands, l’arrivée de mercenaires et l’accueil des hérétiques. Il lui accorde les pleins pouvoirs pour extirper le mal et lui permet d’user à sa convenance de l’excommunication.
Dans le cadre des tensions croissantes opposant les grands propriétaires fonciers, grandes familles aristocratiques et ordres militaires religieux, il est signalé en 1192 la fin d'un conflit entre Hugues III des Baux et les Hospitaliers de Saint-Thomas au sujet des dîmes et des tasques relatives à des terres situées au nord de la Camargue. 

En 1194, le pape Célestin III replace l'abbaye Saint-Césaire richement possessionnée et jusqu'alors sous l'autorité des comtes de Provence depuis Guillaume Ier, sous son autorité directe.

### Les transformations

#### Des chevaliers urbains de plus en plus puissants
Les chevaliers urbains d'Arles
Les chevaliers urbains arlésiens possèdent de vastes alleux autour de la ville et tiennent de l’Église des terres très étendues que souvent ils inféodent à leur tour à des citadins aisés, mais de moindre envergure. On distingue les primats (les Baux, les Marseille…) et les vassi urbis Arelatensis. Ces hommes enrichis par le commerce renaissant et le contrôle progressif de tonlieux sont dans une position d’autant plus forte qu’ils ont reçu la garde de noyaux fortifiés. Ces forteresses en pleine ville sont édifiés sur les restes de monuments romains. La porte décumane est devenue le castellum rotundum. Au nord, la porta lutosa (porte boueuse à cause du sol marécageux de son emplacement) a été fortifiée et s’est transformée en castrum Portaldosa. La famille des Astiers tient la porte décumane ouest. Sur le Forum, les restes d’un ancien temple d’Auguste sont aussi fortifiés : c’est le Capitole. À l’intérieur du Théâtre, un château est tenu par la famille de Carbonières. Les noms de certaines familles de chevaliers évoquent ce rôle militaire : de Arma, de Porta, de Turre, de Arenis.
Les Porcelet

Armes de la famille Porcelet

Parmi toutes ces familles de chevaliers vassi urbis Arelatensis, la plus puissante est celle des Porcelet. Les Guerres Baussenques ont servi ses intérêts. En 1162, le dénouement de cette crise confirme son choix politique en faveur des comtes de Provence et consacre sa nouvelle puissance, à l'inverse de celle des Baux qui rentre dans le rang avec la confiscation des châteaux de Trinquetaille et des Baux. Cette famille va alors jouer en Provence jusque dans les années 1210 un rôle politique de premier plan et ses membres occuper une position de choix dans l'entourage du comte ; ils participent activement à l'affermissement du pouvoir de la maison de Barcelone. Sous Alphonse Ier, Porcel se voit confier d'importantes missions diplomatiques dans le Languedoc qui aboutissent le 18 avril 1176 à la paix de Jarnègues. Il prend part la même année à l'expédition militaire du comte en Provence occidentale et en décembre 1178, il est nommé au conseil restreint du comte Raimon Bérenger à qui Alphonse Ier a délégué son autorité sur la Provence. Le fils de Porcel, Guilhem poursuit la politique familiale et devient un des conseillers les plus écoutés d'Alphonse II.
Les Porcelet mènent également une politique de prestige personnelle au détriment des vieux opposants à la maison de Barcelone. En 1188, ils battent ainsi dans une guerre privée la maison de Fos, victoire qui leur permet d'agrandir leur domaine dans le pays de l'étang de Berre et dans la ville d'Aix.
Le rôle important joué par les Porcelet s'explique par un patrimoine important maintenu par une cohésion lignagère autour de l'aîné (Deidonat, Volverade, Jaufre, Porcel, Guilhem et Bertrand) qui apporte les moyens matériels indispensables à cette politique de prestige. Ils sont possessionnés contrairement aux autres grandes familles d'origine aristocratique plus ancienne, uniquement en Provence occidentale où ils possèdent d'importants biens à Arles (Vieux-Bourg), en Camargue et en Crau avec des redevances sur le commerce, la vente du sel et la commercialisation des produits d'élevage et de la pêche. Les prêts énormes consentis par les Porcelet aux différents comtes et archevêques dans la seconde moitié du XIIe siècle témoignent de cette nouvelle puissance. La cession pure et simple ou remise en gage de revenus en compensation de ces prêts expliquent le rôle sans cesse croissant joué par ces chevaliers arlésiens.

#### Arles perd son rôle de capitale comtale de la Provence et s'érige en République
Ces évènements transforment le rôle de la cité arlésienne dans la Provence du XIIe siècle.
Déplacement du lieu de résidence des archevêques
Peu après la création du consulat, les archevêques d'Arles qui établissent de nouveaux liens plus politiques que spirituels avec la famille des Baux, font de Salon-de-Provence leur résidence principale lorsque l'archevêque d'Arles, Raimon de Montredon devient seigneur de Salon (1142). La richesse du terroir, la protection offerte par le château de l'Empéri d'une part et l'agitation urbaine d'Arles d'autre part, expliquent ce choix dans une période troublée par les guerres et les révoltes. La ville et son château sont ainsi liés pendant presque huit siècles à la temporalité de l'Église d'Arles.

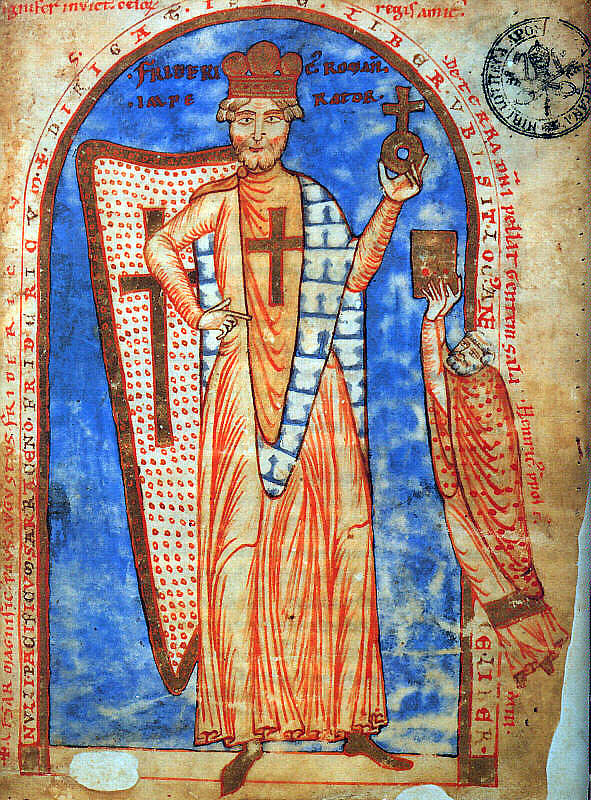
Barberousse habillé en croisé
Miniature de 1188

Une présence plus marquée des empereurs germaniques
Dans cette période où le pouvoir des comtes est contesté, Frédéric Ier Barberousse (1122-1190), empereur germanique depuis 1155 et suzerain de la Provence souhaite reprendre le vieux titre de Roi d'Arles et rappeler ainsi son autorité. Il confirme alors de nombreux privilèges de l'Église d'Arles en 1153-1154, intervient diplomatiquement dans les guerres Baussenques et se fait couronner le 31 juillet 1178 dans la basilique Saint-Trophime par l'archevêque Raimond de Bollène (1163-1182) en présence de tous les grands du royaume à l'exception notable du comte de Provence. Conseillé par son frère le comte de Barcelone, le comte de Provence pour mieux marquer son autorité sur ce comté, n'assiste pas au couronnement de l'Empereur.
Arles perd son statut de capitale du comté 
Cause ou conséquence, c'est à cette époque, vers 1180, que les comtes de Provence, vassaux des empereurs germaniques, délaissent Arles et s'installent à Aix et que la cité se dote d'un gouvernement connu dans l'histoire sous le nom de république d'Arles (1180-1251) à l'instar des villes italiennes avec qui la cité entretient de nombreuses relations. Après la création de la république d'Arles, et la disparition de conflits internes entre quartiers de la cité, les habitants décident d'enfermer le vieux Bourg, le Bourg-neuf et le Marché dans une nouvelle enceinte probablement terminée peu après 1095.
…(1180-1200) / à faire : avant et après 1190, mort de F Barberousse; la mort de F Barberousse redistribue les cartes en Provence...
... En 1189 (?) l’archevêque d’Arles participe à l’expédition des comtes de Provence contre le seigneur de Castellane.
Après la paix du 26 janvier 1190 entre les maisons de Toulouse et de Barcelone, le comte de Toulouse se désintéresse de la Provence. À Arles, les conflits vont prendre une nouvelle direction.

#### Vie économique, intellectuelle et religieuse auXIIesiècle
L'économie arlésienne au XIIe siècle
Sur le plan économique, les chevaliers et les probi homines arlésiens bénéficient du développement des échanges, notamment par les revenus de la lesde, des tonlieux et du sel. Accumulant d'énormes richesses qui en feront les bailleurs de fonds des comtes, ils deviennent comme on l'a vu extrêmement puissants.

Arles bénéficie aussi des croisades; on rapporte ainsi que la première attestation en France de moulins à vent (d'origine moyen-orientale), figure dans une charte de la ville d'Arles datée de 1170.
Au XIIe siècle, le port d'Arles est actif comme en témoignent les épisodes de la guerre maritime et les statuts de la ville. Il existe une flotte militaire arlésienne : en 1114 par exemple, des bateaux de la cité participent à la croisade de Majorque; de même, en 1120, la flotte d'Arles (14 navires conduits par les Baux et les Porcelet) aide les Galiciens contre les musulmans de Espagne; enfin, en 1165, des navires arlésiens participent avec les Pisans à la tentative d'interception du pape Alexandre III. De nombreux articles des statuts de la ville font également référence aux activités portuaires, ainsi l'article 140 (rédigé entre 1160 et 1200) précise les conditions d'embarquement des pèlerins à Arles.

Toutefois, au XIIe siècle Arles ne réussit pas à capter à son profit le trafic international renaissant (draps des Flandres, épices et produits du Levant) qui fait la fortune de Saint-Gilles, ville neuve établie à environ vingt kilomètres en aval du Petit Rhône à côté d'un ancien marché aux portes d'une abbaye, favorisée par un pèlerinage et par l'installation de marchands italiens qui en quelques années en font le port commercial le plus actif de la région rhodanienne.

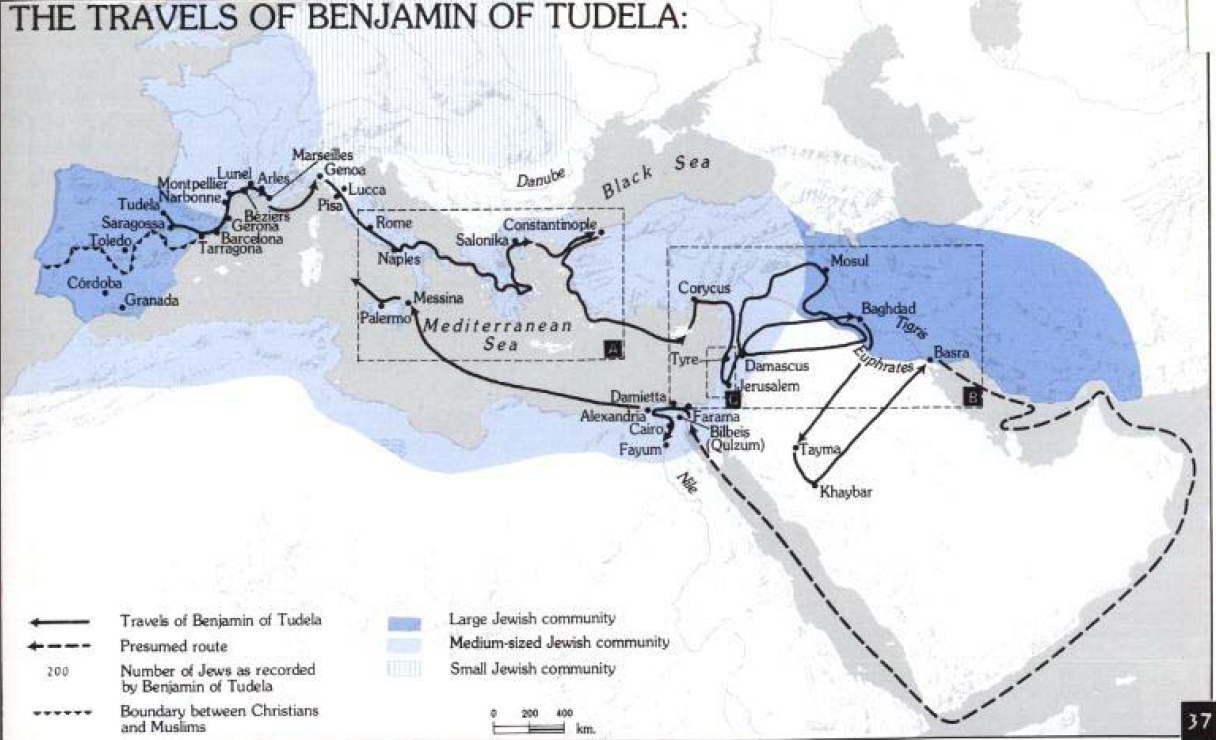
Les voyages de Benjamin de Tudèle

La communauté juive d'Arles, relativement importante, profite également de l'essor du commerce. En 1165, Benjamin de Tudèle dénombre deux cents chefs de famille dans la cité; ils contrôlent une partie du commerce des produits de luxe et celui du vermillon et certains d'entre eux s'occupent des affaires de l'archevêque, du comte et des Baux. Sur cette base de deux cents chefs de famille juifs, on peut tenter une estimation de la population globale de la cité : environ 8 000 à 10 000 habitants. C'est une estimation proche de celle de l'historien Louis Stouff qui juge le chiffre de 5 000 à 6 000 avancé par Erika Engelmann à la date de 1200, comme probablement en deçà de la vérité.
Sur le plan financier, les années 1180-1185 voient apparaître un intérêt manifeste pour la monnaie, notamment si on en croit les actes du cartulaire de Trinquetaille où les restitutions de l’ordre de l’Hôpital, initialement en nature, apparaissent désormais réglées exclusivement en argent. Ceci est non seulement la manifestation évidente de la puissance financière de l’ordre mais surtout un intérêt évident des plaignants à être dédommagés en « liquide ». Il faut donc peut-être voir dans ces nouvelles pratiques, une des conséquences de l’émergence dans les années 1180 du raimondin face à la monnaie de Melgueil.
Le renouveau du droit romain et du droit canon
En relation avec le développement des échanges, de l'institution notariale et des libertés communales, le droit romain réapparaît peu à peu dans les actes provençaux en provenance des villes italiennes et de Septimanie. Dans la ville d'Arles, ville provençale la plus ouverte à l'émergence de ces nouvelles techniques, les actes de ventes remplacent dès le XIIe siècle les donations rémunérées et vers 1184, l'institution d'héritier, élément caractéristique de la romanisation des contrats, s'établit dans les testaments arlésiens.
Dans cette seconde moitié du XIIe siècle, les archevêques d'Arles sont choisis au sein du chapitre par la cooptation des chanoines. Cette élite cléricale vit dans des bâtiments nouvellement construits autour de la cathédrale Saint-Trophime ; elle consacre son temps à la vie religieuse selon la règle de saint Augustin et aux études du droit aussi bien romain que canonique dont Arles, sous l’influence de la Septimanie proche où enseignent les maîtres venus de Bologne, devient avec Saint-Ruf d’Avignon un centre important de diffusion en Provence.
Le chapitre de Saint-Trophime forme ainsi de nombreux légistes qui se mettent au service des comtes de Provence, tels que par exemple Bernat d’Auriac pilier du gouvernement comtal entre 1167 et 1177, Gilhem Barreira professeur au chapitre qui prête serment au nom d’Alphonse Ier lors du traité d’Aix en 1193, Rainaud de Sainte-Croix ou les chevaliers arlésiens Guilhem Bernat d’Aix juge du comte et son frère Beranger. Les juristes d’Arles apportent une aide technique indispensable aux Catalans.
Bénéficiant de cette renommée, Arles attire alors des juristes internationaux, tels que l'anglais Gervais de Tilbury qui s'installe dans la cité en 1189 où il épouse une nièce de l'archevêque, Imbert d'Eyguières, et deviendra au début du XIIIe siècle juge mage du comte de Provence, Alphonse II.
Cette tendance se manifeste également, à l'instar des villes italiennes, dans la codification des droits des Arlésiens ou statuts. Rédigés dès le milieu du XIIe siècle et enrichis jusqu'au milieu du suivant, les 193 articles de ces statuts touchent à tous les aspects de la vie de la cité, en particulier le gouvernement, la justice, la police, l'administration du territoire, la vie religieuse et les juifs d'Arles. Toutefois, ces articles privilégient, et de loin, les aspects économiques. Quotidiennement évoqués par la communauté, ils survivront à la période qui les a conçus et constitueront selon l'historien Louis Stouff, un legs de la république d'Arles à la période suivante.
La vie religieuse arlésienne au XIIe siècle
Le XIIe siècle est sur le plan religieux une époque de transformations.

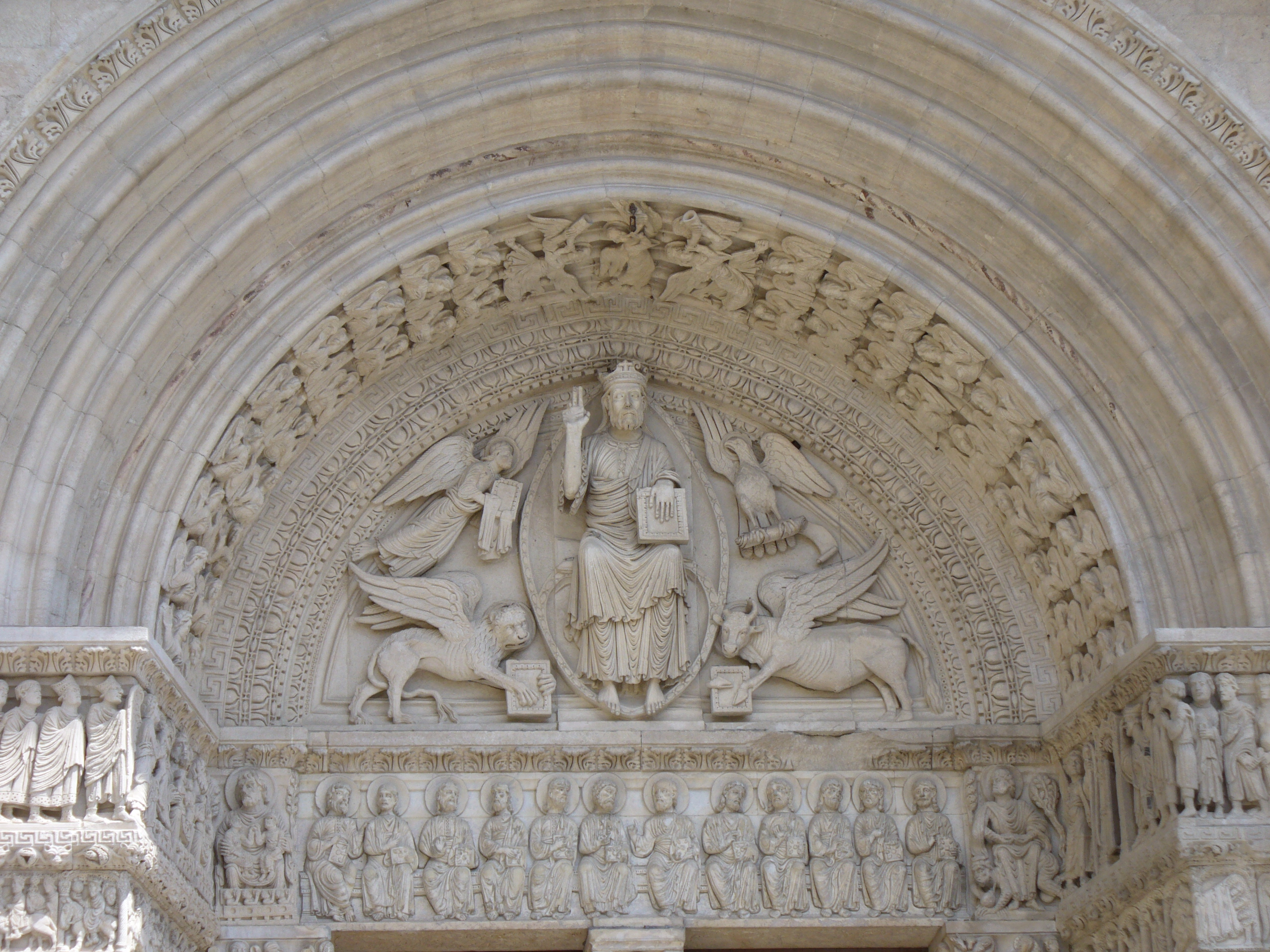
Cathédrale Saint-Trophime – Le tympan roman

Le 29 septembre (ou le 29 décembre) 1152, l'archevêque d'Arles Raimon de Montredon, assisté des évêques d'Avignon, Vaison et Marseille, ses suffragants, organise la translation des reliques de saint Trophime, des Alyscamps à la basilique Saint-Étienne qui perd probablement alors ce patronyme au profit de l'actuel Saint-Trophime. À cette cérémonie participe une foule nombreuse, dont le comte de Toulouse Raymond V ; l'historien arlésien Anibert souligne que l'espoir d'attirer les pèlerins n'« étoit pas le motif le moins puissant de ces sortes de Fêtes ».

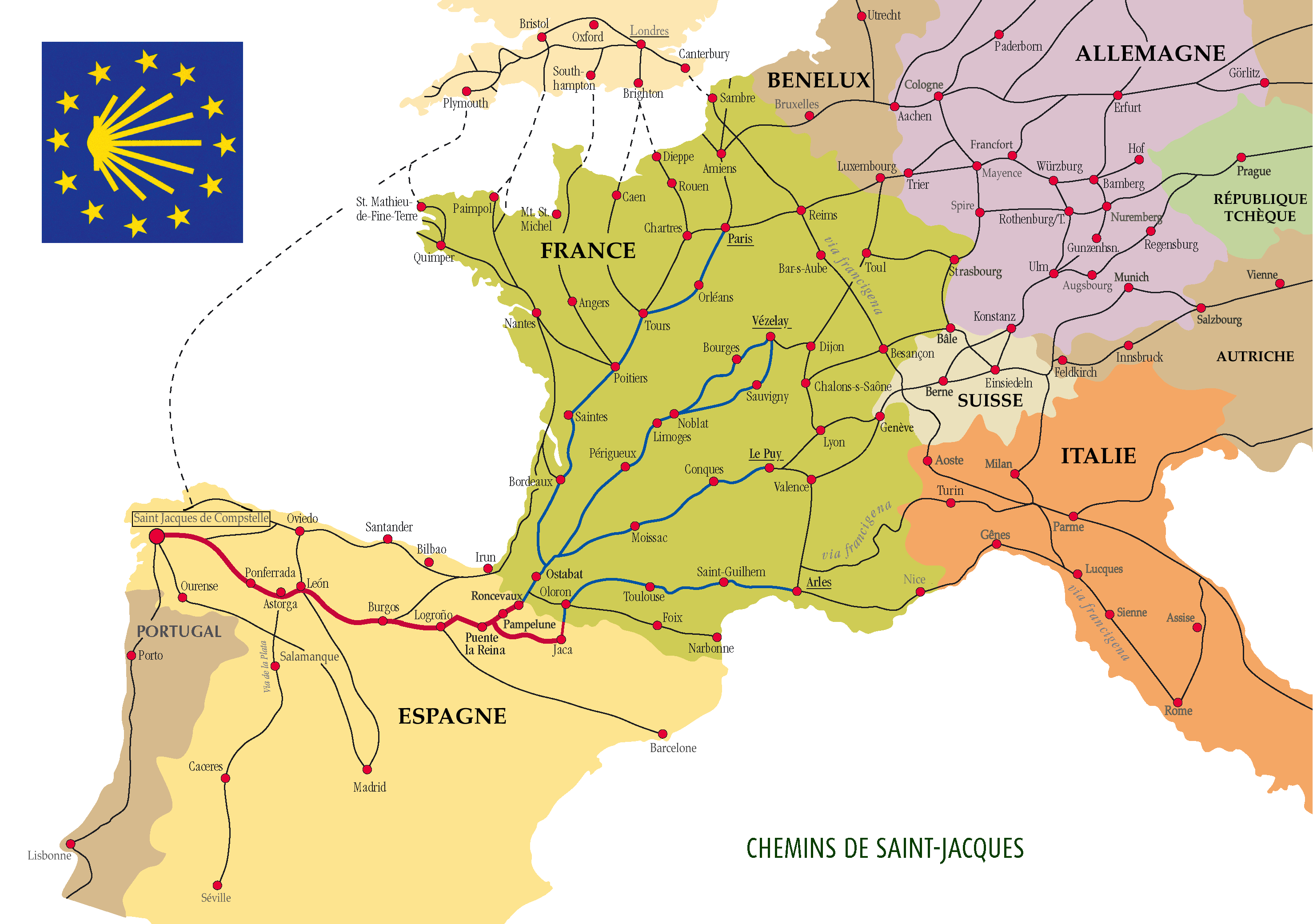
Les chemins du pèlerinage vers Saint-Jacques de Compostelle

Cette mise en valeur du "patrimoine religieux" arlésien se produit en effet, de manière fort opportune, au moment où se développe le pèlerinage de Saint-Jacques-de-Compostelle dont Arles en raison de sa proximité avec Saint-Gilles est un point de départ. Ce pèlerinage, popularisé par un texte rédigé vers 1139, le Liber Sancti Jacobi compilation à la gloire de saint Jacques le Majeur, comporte cinq livres dont le « guide de Saint-Jacques de Compostelle » conçu comme un guide pratique et "quasi-touristique" indiquant tout le long du trajet, les lieux à visiter et les reliques à vénérer.
Probablement en relation avec cette ferveur religieuse, débute en 1170, la réalisation des façades sculptées de la basilique Saint-Trophime d'Arles et de Saint-Gilles-du-Gard (art roman) (fin en 1220). Selon d'autres sources, ces travaux commencés plutôt dès les années 1152, seraient terminés en 1178, à la date du couronnement dans cette basilique de l'Empereur romain germanique, Frédéric Ier Barberousse. Des travaux de transformation ou de reconstruction dans le style roman sont également signalés à cette époque dans Arles même et sa région (église des Saintes-Maries-de-la-Mer, abbaye de Montmajour, abbatiale de Saint-Gilles...).

#### Les Hospitaliers, les Templiers et les Cisterciens

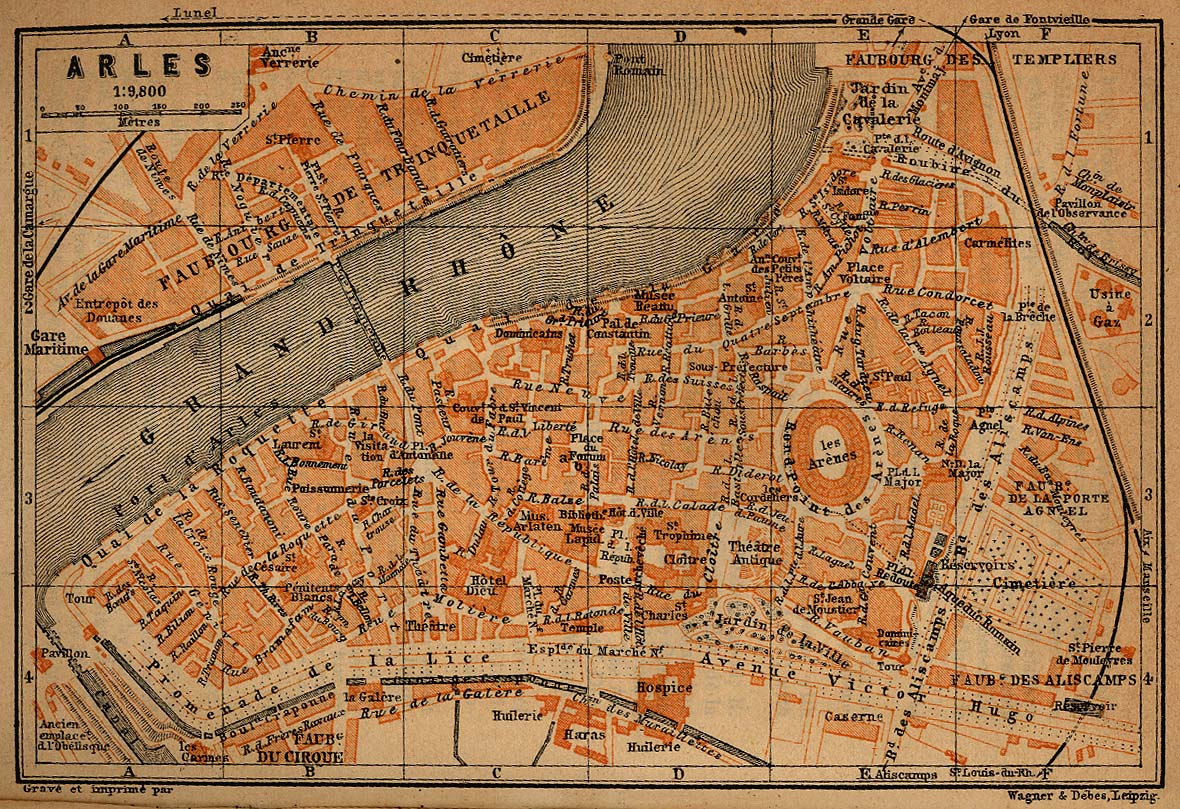
Arles, le faubourg des Templiers encore mentionné sur une carte du début du XXe siècle (en haut et à droite de l'image).

À côté des modifications du bâti cultuel, les nouveaux ordres religieux fondés à la fin du XIe ou au début du XIIe siècle s'implantent dans la cité et contribuent à l'évolution religieuse de la ville. Les premiers à s'implanter sont les ordres militaires. Les Hospitaliers de l'ordre de Saint-Jean de Jérusalem créent la commanderie de Trinquetaille un peu avant 1115. L'ordre des Templiers, fondé en 1119, s'installe à Arles vers 1142 au nord de la porte du Bourg-Neuf à laquelle ils ont donné leur nom (Porte de la Milice ou Porte de la Cavalerie) et se déploie ensuite rapidement en Camargue dès les années 1160. Les deux ordres, protégés par la maison de Barcelone qui fait de Saint-Thomas de Trinquetaille sa première nécropole provençale, y acquièrent de très grands domaines ce qui entraîne peu à peu l'hostilité du patriciat arlésien et des conflits de propriété et d'usage avec des monastères.
Viennent ensuite les Cisterciens qui fondent une abbaye en Camargue initialement à Ulmet vers 1180, puis à Sylvéréal.

## XIIIesiècle

### Les événements
Le mouvement d'émancipation qui a miné le pouvoir politique de l'archevêque et menacé celui du comte de Provence à la fin du XIIe siècle va se poursuivre jusqu'au milieu du siècle suivant dans un contexte différent avec de nouveaux belligérants. Il s'agit principalement des nouvelles familles aristocratiques arlésiennes, des seigneurs du nord attirés par les terres méridionales, des rois de France avec leurs ambitions sur l'Aquitaine et la Provence, de la maison de Toulouse et de l'empereur germanique, sans oublier l'Église et l'épiscopat local confrontés à l'hérésie cathare et séduits, après le succès de la Réforme grégorienne, par l'instauration d'une théocratie méridionale. Sur le plan local, s'y rajoute le problème récurrent du pouvoir urbain entre les grandes familles, le comte et l'archevêque, problème qui se complique avec les aspirations politiques et économiques des classes arlésiennes. La cité connaît donc dès le début du XIIIe siècle une série de troubles urbains qui vont opposer progressivement l'ensemble de ces protagonistes, anciens et nouveaux, au gré d'alliances fluctuantes et du sort des armes.

#### 1200-1203 - conflit urbain entre familles provençales
Il s'agit d'abord un conflit entre les familles des Baux et celle des Porcelet, entre l'ancienne aristocratie provençale et la nouvelle. Ce conflit qui a des racines locales dès 1200, résulte aussi d'un processus politique concernant l'application du traité de 1193 relatif au comté de Forcalquier. À partir de 1202, il oppose d'un côté Guilhem IV de Forcalquier, Raimon VI de Toulouse et la famille des Baux, et de l'autre côté, le comte de Provence et les Porcelet. À Arles même, il dégénère en une lutte entre quartiers : le Vieux-Bourg des Porcelet, le Bourg-Neuf des Baux et la Cité de l'archevêque. L'enjeu en est le contrôle du Méjan, quartier frontalier aux lisières du Rhône, du Vieux-Bourg et de la Cité.

#### 1203-1213 - Arles et la tentative de théocratie
1203-1208 - Union de la noblesse occitane contre les menaces de l'Église

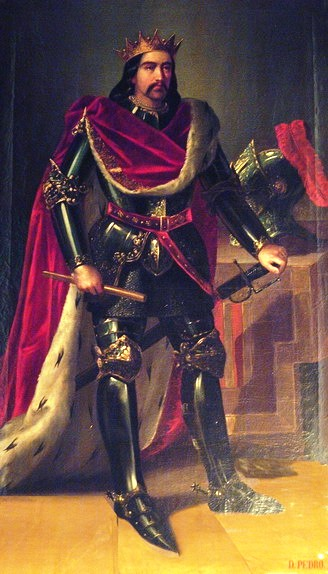
Pierre II d'Aragon

Ensuite le comte de Provence adopte une nouvelle stratégie anti-épiscopale et d'alliance avec le comte de Toulouse dans la mesure où il craint les visées politiques de l'Église, avec la tournée du légat Peire de Castelnau (1203). Dès avril 1204, Guilhem Porcelet, suivant la nouvelle politique du comte de Provence, est ainsi le témoin dans la ville de Millau de la signature d'un pacte d'alliance entre Pierre II d'Aragon, Alphonse II de Provence et Raimon VI de Toulouse. À Arles, pour les grandes familles, la menace se fait plus pressante lorsqu'en 1206, l'archevêque accroit son pouvoir dans la ville en s'arrogeant le droit de nommer les consuls. Dans ces conditions, les Baux et les Porcelet passent en juillet 1207 à Arles un pacte avec Alphonse II de Provence avec lequel ils décident d'unir leurs efforts contre l'archevêque de la ville. En janvier 1208, cette attitude anti-épiscopale se traduit par le meurtre de Peire de Castelnau assassiné par un proche du comte de Toulouse et des Porcelet aux portes d'Arles (probablement à Fourques ou à Trinquetaille). À la suite de cet incident et de l'opportunité offerte par le décès du comte de Provence, Alphonse II, le 2 février 1209 à Palerme, le conflit va désormais s'étendre.
1209-1213 - Croisade des Albigeois, vacance du pouvoir comtal et contrôle de la ville par l'Archevêque

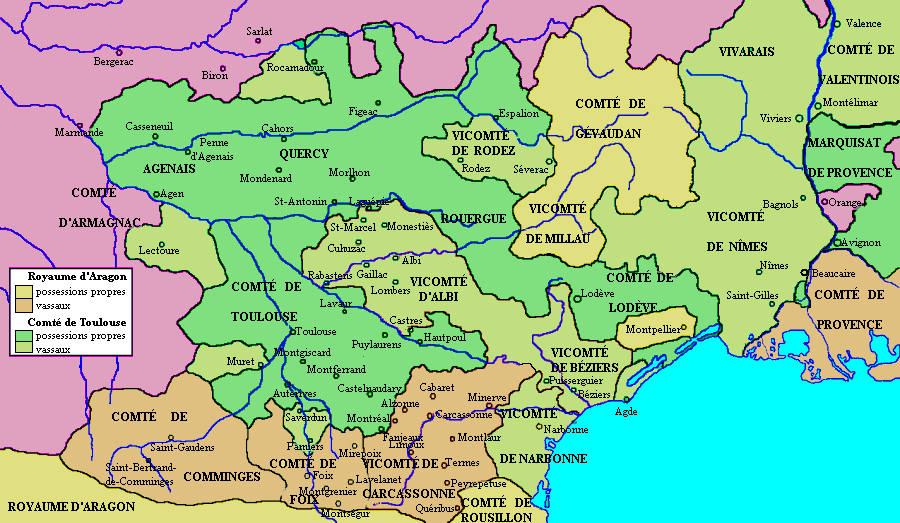
L'Occitanie et les hérésies aux portes d'Arles

Dans ce contexte plus favorable à l'Église, les conséquences de ce meurtre, c'est la croisade des albigeois entreprise dès la fin du mois de juin 1209 par les troupes conduites par le baron Simon de Montfort et les légats du pape Arnaud Amaury et Milon qui déferlent en Provence et Languedoc. Arrivée dans la cité vers le 15 juillet, cette armée impose sa loi et le parti anticlérical arlésien est alors sévèrement châtié : le château des Porcelet érigé sur l'île de la Cappe est par exemple démantelé.
La mort à Palerme du comte de Provence Adolphe II qui, avec le mariage de sa fille Constance, s'était rapproché du roi de Sicile Frédéric II et l'éloignement de son fils Raimond Bérenger à Forcalquier, puis en Aragon sous la tutelle de Sanche, avait laissé le pouvoir comtal orphelin. Ainsi profitant de la situation, le suzerain du comté provençal, le nouvel empereur germanique Otton de Brunswick sacré par le pape Innocent III en octobre 1209, nomme dès le mois de novembre l'anglais Gervais de Tilbury, un proche de l'ancien archevêque Imbert d’Eyguières, maréchal du royaume d'Arles résidant à Arles. De son côté, à la veille de la bataille de Muret (12 septembre 1213), l'archevêque d'Arles, Michel de Morèse qui a su profiter du retrait du comte de Provence et de la présence des légats et croisés, parvient à rétablir sa domination complète sur la cité et encouragé par ses succès, tente d'imposer une théocratie.

#### 1213-1214 - Deux événements majeurs: les batailles de Muret et de Bouvines
1213 - la bataille de Muret : fin de la coalition occitane
La bataille de Muret a lieu le 12 septembre 1213 dans la plaine à 25 km au sud de Toulouse dans le cadre de la croisade des Albigeois entre les troupes de Raymond VI, comte de Toulouse et ses alliés occitans comme Raymond-Roger, comte de Foix et Pierre II, roi d'Aragon, opposés à l'armée croisée sous les ordres de Simon IV de Montfort pour le compte du pape Innocent III. La défaite des troupes occitanes marque la fin de la coalition occitane ; elle détache ainsi les rois d'Aragon de la Provence et les forces aristocratiques arlésiennes perdent leur principal soutien. Par ailleurs, la mort du roi Pierre à la bataille de Muret par des forces soutenues par l'Église rompt définitivement l'alliance centenaire entre la maison d'Aragon et Rome. Les cartes sont redistribuées : les rois d'Aragon se sont rapprochés de Frédéric II depuis qu'en 1210 ce dernier leur a concédé des fiefs en Sicile et la papauté, de son côté, va désormais rechercher ses soutiens auprès des capétiens.
1214 - l'impact de la bataille de Bouvines : Frédéric II s'intéresse à Arles

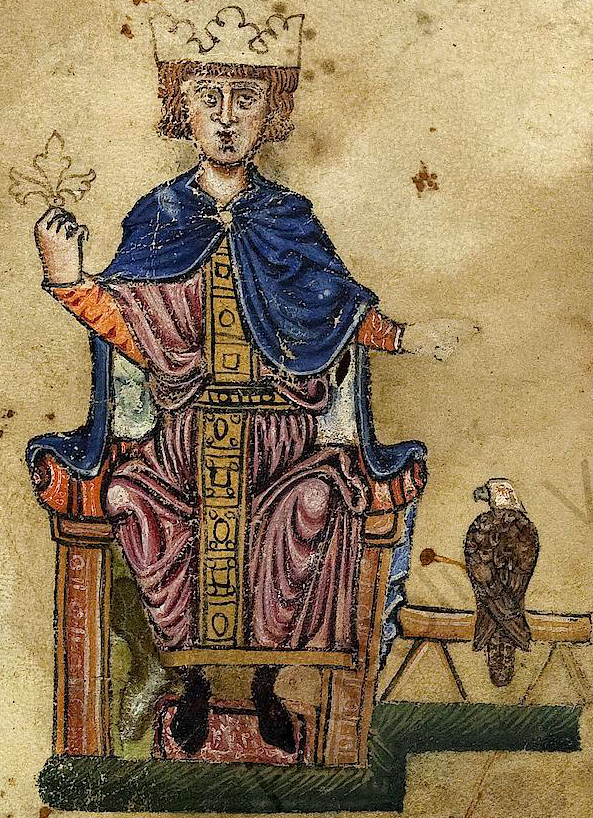
Frédéric II et son faucon représentés dans son livre De arte venandi cum avibus (De l'art de chasser au moyen des oiseaux), XIIIe siècle.

Un second évènement redistribue les cartes politiques et les alliances : le 27 juillet 1214, la bataille de Bouvines porte un coup mortel à la puissance d’Otton de Brunswick. Une autre puissance apparaît, celle des Hohenstaufen, dans un premier temps soutenue à la fois par le roi de France et le pape Innocent III.
Les grands du royaume d’Arles n’éprouve aucune répugnance à se soumettre au nouveau roi des Romains. De nombreux seigneurs ecclésiastiques ont de bonnes raisons pour se ranger au parti vainqueur, champion de l’Église, et qui peut les défendre contre les usurpations incessantes de la féodalité laïque. Aussi, quand en novembre 1214 Frédéric II vient tenir une diète à Bâle, les prélats du royaume d’Arles ne demeurent pas à l’écart.
Les sièges métropolitains de Vienne et d’Arles attirent naturellement la bienveillance du roi des Romains. Arles est, suivant l’expression de l’époque, la capitale de la Provence et le siège principal de l’Empire dans ces contrées : c’est dans sa cathédrale que sont couronnés les rois du pays. Aussi Frédéric adresse-t-il à l’archevêque Michel de Morèse un diplôme où sont explicitement reconnus ses droits et prérogatives et où sont énumérées ses possessions. La comparaison des deux diplômes montre toutefois que les droits de l’archevêque d’Arles sont moins étendus que ceux du métropolitain de Vienne en raison notamment du développement à Arles d’un pouvoir rival de celui de l’Église, celui de la commune à la tête de laquelle se trouvent les consuls. Frédéric ménageant à la fois la Commune et l’archevêque reconnaît le droit à la ville d’être régie par des consuls élus chaque année sous la suzeraineté de l’archevêque qui les nomme ou participe à leur désignation.

#### 1214-1220 - Une période de transition
1214-1217 - Après l'échec de Muret, l'aristocratie se ligue en vain contre l'archevêque d'Arles soutenu par les habitants
Devant l'échec de la coalition occitane, Hugues III des Baux s’allie en 1214, à Nuno Sanche, régent de Provence, et à Bertrand Porcelet contre la ville d’Arles et son archevêque. Le patriciat est en effet opposé à toute forme d’intervention de l’Église dans le gouvernement urbain. Il est encouragé par l’émancipation de Marseille contre son évêque et sensible à l’exemple fourni par le consulat de Saint-Gilles en pleine décadence sous l’influence de l’abbé.
Par une action militaire commune, cette coalition redonne temporairement le consulat aux adversaires de l'archevêque.
Guillaume des Baux se rapproche de son côté du nouvel empereur Frédéric II qui lui confie en 1215, le Royaume d'Arles. Après le concile de Latran de 1215 où Guilhem Porcelet conseille le comte Raimon VII de Toulouse, les Porcelet participent au siège de Beaucaire et à la reconquête de la Basse Provence par la maison de Toulouse en 1216.
Ils ne parviennent cependant pas à rallier les arlésiens à la cause du comte de Toulouse et à les détacher de leur fidélité à leur archevêque, Michel de Mouriès. En effet à la suite de rapports conflictuels entre le patriciat et les autres classes arlésiennes l’archevêque, soutenu par les troupes de Simon de Montfort, rallie la grande majorité des arlésiens en profitant de ces dissensions. Ainsi en 1217, les nouveaux consuls élus doivent faire allégeance à l’Église.

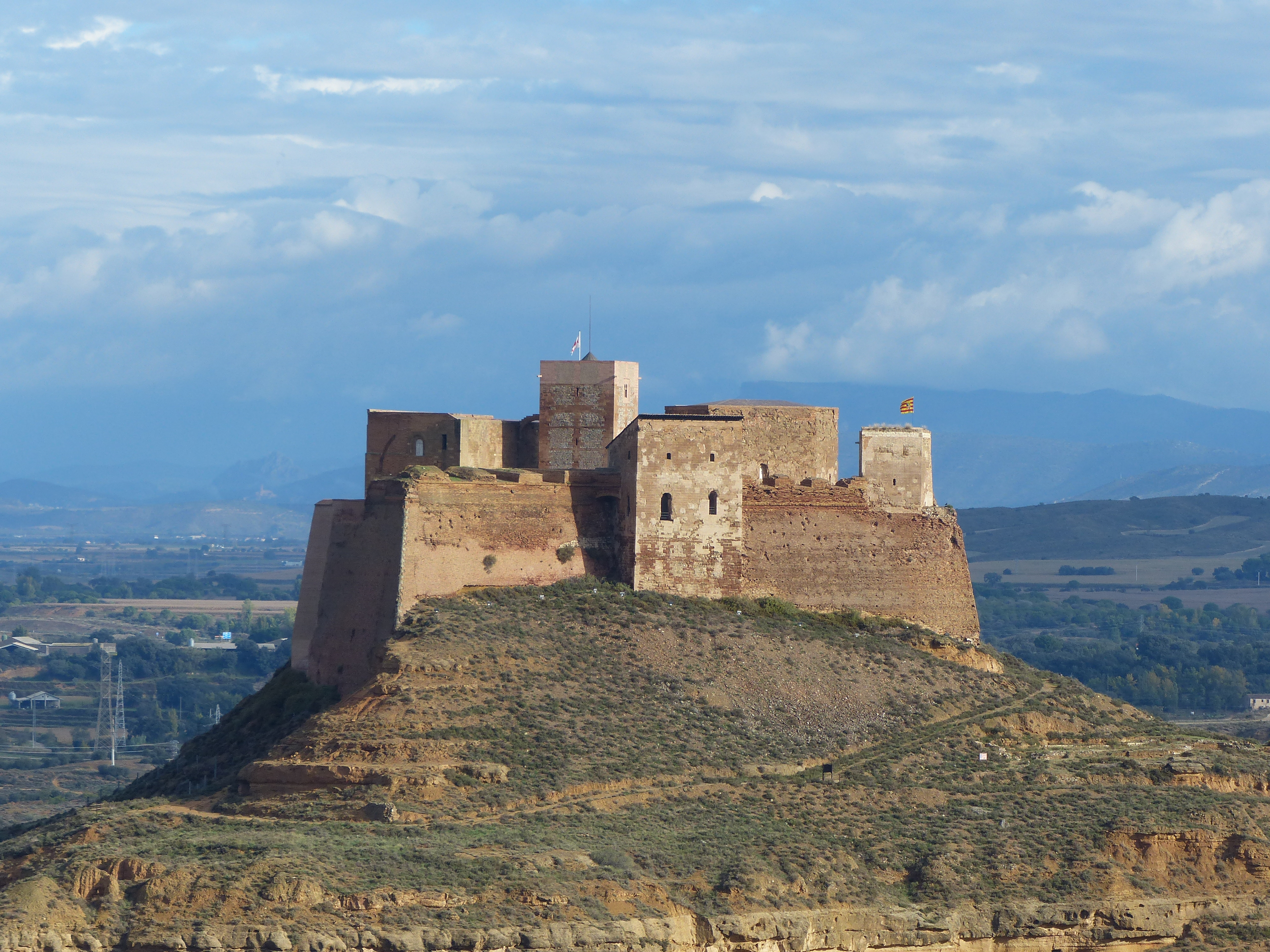
Château de Monzón, forteresse templière de la province d'Aragon (Espagne) où était retenu Raymond Béranger

1217-1220 - Intervention du nouveau comte de Provence qui entreprend de réduire l'autonomie des grandes familles
Toutefois, le conflit avec le parti aristocratique risque d’être une aubaine pour les puissances extérieures à la cité, en particulier pour le comte de Provence. Le jeune comte Raymond Béranger, exfiltré d'Aragon où il était retenu, revient en effet en Provence en 1216 marquant ainsi la rupture définitive avec le royaume d'Aragon. Il change radicalement de politique par rapport à son père Alphonse II de Provence et à son oncle Sanche et entreprend sous l'autorité initiale de sa mère et de ses conseillers, de réduire l'autonomie des familles aristocratiques en se rapprochant de l'Église et en s'appuyant sur le haut clergé provençal dont son représentant à Arles, l'archevêque Michel de Mouriès décédé le 21 juillet 1217 est remplacé par l'ancien prévôt de Marseille, Uc Béroard. À Arles, on peut dater de cette date le déclin progressif des Porcelet.

#### 1220-1235 - Arles sous les podestats
En réaction à cette tentative et profitant à la fois de l'absence du nouvel archevêque Hugues Béroard qui prolonge jusqu'au début 1219 son séjour à Rome et de la fortune des armes
qui favorise à son tour la maison de Toulouse, les Porcelet, les Baux et les autres familles unissent leurs efforts entre 1220 et 1235 à l'oligarchie arlésienne (république d'Arles) qui entame une politique unitaire sous l'égide du podestat.
C'est lors de la réunion du 6 février 1220 qu'est décidé pour mettre fin aux troubles domestiques de rechercher un homme de la religion catholique dont la réputation avantageuse fît espérer une heureuse administration. Le premier d'entre eux, Isnard d'Entrevennes de la maison d'Agoult, entre en exercice le 17 août de la même année.
Ce mode de gouvernement correspond à un nouvel équilibre des forces et apporte des limitations aux prérogatives de l’archevêque, sous la direction de ces gouverneurs aux pouvoirs temporaires mais quasi dictatoriaux.
En interne, dès 1225, la ville s'inquiète de la puissance des ordres militaires religieux, Templiers et Hospitaliers et prend des mesures contre l'extension de leurs pâturages, alimentant ainsi un mouvement antireligieux qui va aller croissant dans les années qui suivent.
La politique extérieure de la cité est également très active, dans une Provence encore instable avec un pouvoir comtal mal assuré. Dans un premier temps la république d'Arles qui mène sa propre politique étrangère avec les villes voisines (Nîmes…) et des cités républiques italiennes, est courtisée par l'Empereur qui conclut un accord le 22 mai 1225. Toutefois, la croisade des Albigeois de 1226, avec l'intervention des troupes royales et des représentants du pape va modifier ces premières alliances.

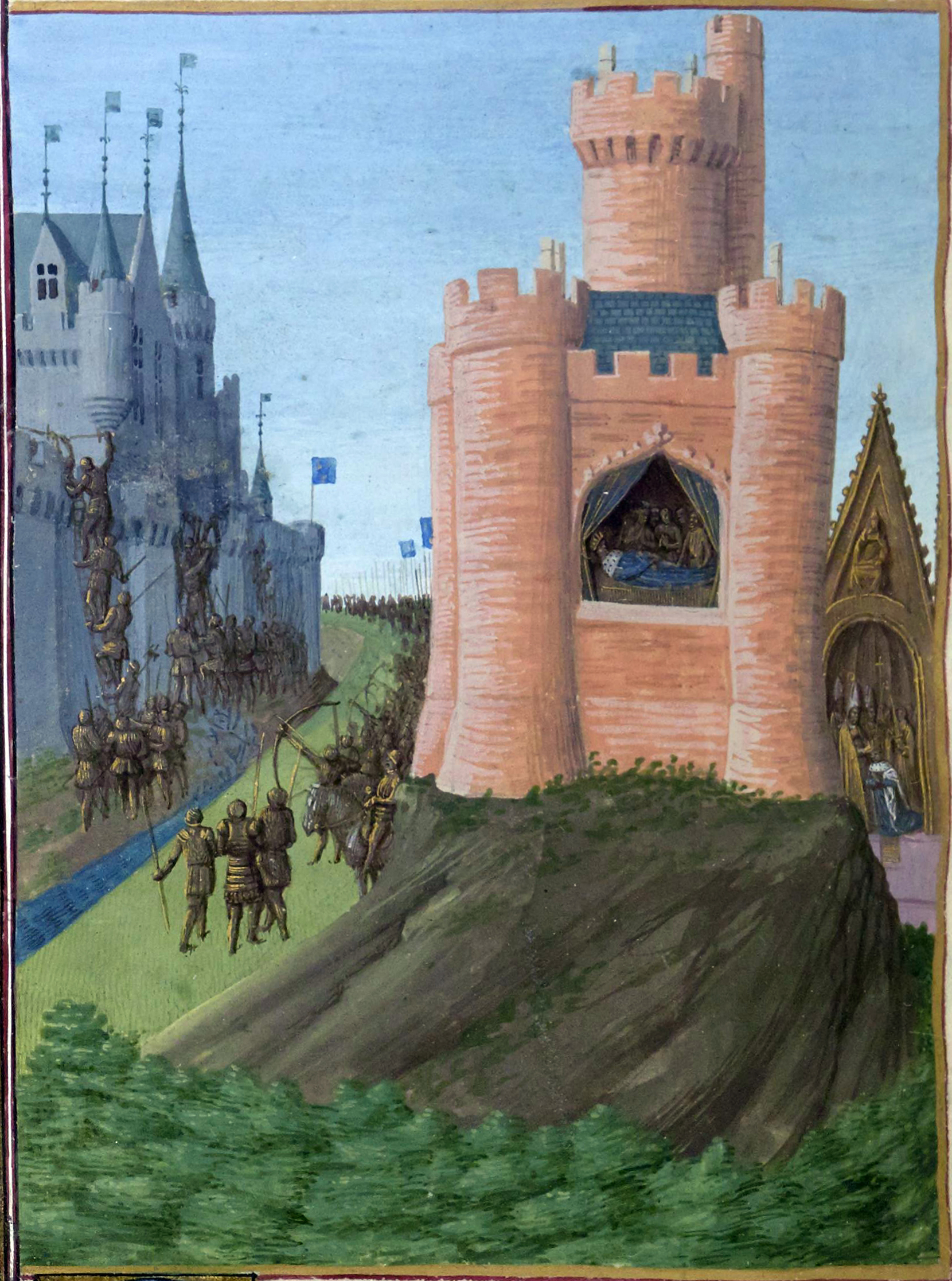
Siège d'Avignon (1226, juin-sept.) lors de la croisade royale du roi Louis VIII

Paragraphe à revoir
La ville échappe toutefois aux troubles apportés par les troupes royales de Louis VIII, qui à la fin du printemps 1226 descendent la vallée du Rhône, assiègent puis après trois mois de siège, prennent le 12 septembre Avignon qui leur refusait le passage du Rhône. La ville prise, les troupes du roi se lancent dans la seconde croisade contre les albigeois. Il est probable que la suzeraineté, même lointaine de l'Empereur sur la ville d'Arles, a forcément limité les ambitions de Louis VIII sur cette cité d'autant plus que le comte de Provence apporte son soutien au croisés, notamment lors du siège d'Avignon. En vérité, les croisés apportent un soutien objectif au comte de Provence qui en profite pour supprimer certains consulats urbains, dont celui de Tarascon et montrer un pouvoir plus assuré. Mais ce soutien est de courte durée après la mort du roi Louis (novembre 1226).
Face à la coalition de ses opposants (comte de Toulouse, Arles, Marseille, Nice…), le comte de Provence avait appuyé l’intervention du roi de France et de la papauté. Désormais, il œuvre à les diviser. Il soutient d'abord Marseille contre Saint-Victor et les Baux, puis les prétentions de la république d’Arles qui cherche à construire un hinterland face à Marseille dans un conflit territorial lié au partage de la seigneurie de Fos. Un accord, avec le consentement de l’archevêque, est signé le 2 octobre 1228 avec le podestat Roland George Pavesan et son viguier, engageant pour trois ans les deux parties.
L’équilibre va se rompre vers les années 1232 - 1234 à la suite de plusieurs événements. Les transformations sociales et de l’afflux des richesses entraînent des luttes pour une meilleure répartition des profits et des charges et en 1234 le podestat et l’archevêque concluent un accord favorable aux couches moyennes de la population. Ensuite la rupture entre Frédéric II et le pape Grégoire IX pousse l'empereur à intervenir dès le mois de septembre 1234 en restituant les droits du Comtat Venaissin à Raymond VII de Toulouse qui reçoit le soutien de Barral des Baux et des villes-états Arles, Avignon et Marseille qui à nouveau unies s'opposent une nouvelle fois au comte de Provence.
De son côté, Raimond Berenger IV ne reste pas inactif. En réaction au soulèvement du Comtat en faveur de Raimond VII, il réorganise et renforce la gestion administrative du comté en découpant la Provence en six régions. Arles avec son vaste territoire est dirigé par le viguier d’Arles, Guillaume de Cotignac ; la baillie d’Autevès, avec Tarascon et la Camargue est commandée par Pons, puis Pierre Amic. Toute la Provence est alors dirigée par des catalans, à l’exception de Pons Amic, de la famille des Sabran richement établie outre-Rhône et d’origine principalement Languedocienne. Parallèlement l'alliance de la maison de France et du comté de Provence, déjà entrevue en 1226, est renforcée en 1234 à la suite du mariage de Marguerite fille aînée du comte avec le roi Louis IX.

#### 1235-1238 - Arles sous la confrérie des bailes
Mais pour le patriciat et les familles les plus riches de la cité, l’émancipation communale doit prendre une autre voie : ça sera la confrérie des bailes (septembre 1235 – juillet 1238). D’origine essentiellement aristocratique avec quelques bourgeois enrichis, cette confrérie est dirigée par Bertrand et Raymond Porcelet. Elle est profondément anticléricale et selon certains liée à l’hérésie cathare, le patriciat redoutant la richesse croissante des ordres religieux et réagissant aux tracasseries de l’Église. Ce mouvement est extrêmement violent avec des assassinats, le sac du palais de l’archevêque qui doit s’exiler, l’usurpation de biens ecclésiastiques et la suppression des sacrements ecclésiastiques.
La papauté, sans désavouer l'archevêque d'Arles, prend également ses distances. Elle redoute en particulier que dans l'agitation du mouvement communal, les tribunaux inquisitoriaux puissent servir les intérêts politiques de l'épiscopat local. Ainsi, le pape lui enlève la juridiction de l'inquisition et en 1235, le légat Jean de Bernin, archevêque de vienne nomme des juges issus de l'ordre des prêcheurs pour la Provence. Les dominicains contrôlent désormais l'inquisition du comté, jusqu'en 1249 où elle passe aux mains des franciscains.

Cependant, manquant à la fois de soutiens dans la bourgeoisie moyenne, dans les classes populaires et le bas clergé et menacée de l’extérieur, la confrérie des bailles doit capituler. C’est un recul sur la voie de l’émancipation communale. Malgré le compromis mis en place entre le patriciat et l’archevêque, le nouvel accord n’apporte pas l’apaisement et ne répond pas aux aspirations des classes moyennes et inférieures arlésiennes.

Cette nouvelle situation crée un contexte favorable pour les puissances extérieures ; l’empereur Frédéric II la saisit en premier en désignant dès novembre 1237 un vicaire impérial Supramonte Loupo, puis en 1238 en nommant Béroard de Lorette, vice-roi du royaume impérial avec Arles comme résidence. Ces hommes de l'empereur, comme les légats du pape dans le parti opposé, se sont déjà aguerris en Italie, dans le contexte des luttes entre Guelfes et Gibelins, aux affrontements qui divisent la Provence. Les hommes de Frédéric sont envoyés dans la cité avec pour mission d'écarter à tout prix le royaume d'Arles et de Vienne de l'emprise des légats du pape et de l'épiscopat local. Béroard de Lorette qui s'installe à Arles au début de 1238 encourage donc la Confrérie traditionnellement anticléricale et anti-comtale qui renaît en substitution des consuls, et se rend en grande partie responsable des troubles qui aboutissent à un nouveau bannissement de l'archevêque d'Arles, Jean Baussan. Au début de 1239, comme celles des autres grandes métropoles provençales, Avignon et Marseille, également secouées par des révoltes contre les seigneuries épiscopales, la confrérie d'Arles est du côté de Frédéric II et de Raimond VII.

#### 1239-1250 - La fin de la république d’Arles
1239-1245 - La prise du pouvoir par le comte de Provence
La nouvelle excommunication de l'empereur Frédéric II, prononcée par le pape Grégoire IX le 24 mars 1239, refroidit l'ardeur de nombreux confrères.
L'archevêque Jean Baussan, profitant de cette situation, fait appel au comte devenu le champion de la cause épiscopale. Le comte accourt et avec ses troupes chasse le vice-roi Béroard de Lorette qu'il oblige à se réfugier à Avignon. L'archevêque est rétabli, mais en retour il doit céder au comte à titre viager,
la juridiction d'Arles et tout ce que la commune possédait avec ses revenus et charges....
En réalité, le comte obtient bien plus; il s'empare également des droits de la famille des Porcelet sur le Bourg en représailles de leur conduite lors de cette rébellion. La Cite et le Bourg sont à nouveau séparés, rompant l'unité conquise en 1202.
/ à compléter…/
1240 : réaction de Frédéric II, intervention du comte de Toulouse (siège d'Arles avec l'aide des marseillais, pillage de la Camargue), intervention des troupes françaises et menace d'intervention du roi d'Angleterre,
1245 : la mort de Raymond Bérenger remet en question les avancées du pouvoir comtal en Provence et particulièrement à Arles.
1245-1250 - Les derniers soubresauts
1247-1248 : conflit entre Arles et les troupes françaises ; opposition aux ordres militaires ; situation avec la présence des troupes françaises lors du départ de la croisade....
1249 : décès de Frédéric II et de Raymond VII de Toulouse, principaux soutiens de l'oligarchie arlésienne
1251 : siège de la ville par Charles d'Anjou ; la ville capitule le 30 avril 1251
L'émancipation de la cité est stoppée à la suite de la capitulation de la ville en 1251 devant les troupes de Charles d'Anjou. En effet, la ville ayant perdu son principal protecteur, l'empereur Frédéric II, ne peut prolonger longtemps la résistance, surtout lorsque Charles d'Anjou vient mettre le siège devant ses murs. 
C'est la fin de la république d'Arles qui n'a pas réussi à se libérer du joug de l'évêque et du prince. Arles perd alors une grande partie de ses droits et son autonomie. Elle est spoliée de tous ses biens par le comte de Provence qui lui en laisse cependant la jouissance et l'autorité est désormais assurée par un représentant de comte, le viguier.

#### Installation de la3edynastie des comtes de Provence
Sur le plan politique, la capitulation de 1251 marque une rupture dans l'histoire arlésienne.
La mise en place de l'administration comtale
Par la convention passée entre le comte et la ville en avril 1251, Arles perd ses consuls remplacés par le viguier et les fonctionnaires comtaux. Le nouveau comte met également rapidement en place une administration tatillonne et fait procéder à l'examen des droits de propriété des grandes familles et des communautés.
Un nouveau centre politique : l'Italie
Mais la Provence n'est qu'une étape pour l'ambitieux comte Charles.
Une fois son pouvoir affermi, Charles d'Anjou se lance en 1265 à la conquête du royaume de Naples grâce au soutien de la noblesse provençale au sein de laquelle la famille des Porcellets se distingue. Le 15 mai, il s'embarque à Marseille. Une grande partie de la noblesse arlésienne l'accompagne : Raymond, Bertrand et Barral des Baux, Guillaume de Porcelet, Bertrand et Richard d'Allamanon, Jacques et Rostang de Gantelmy et Feraud de Barras.
De même, quelques années plus tard, en 1283, lorsque Charles doit choisir 100 chevaliers, treize sont arlésiens.
/voir impact de l'aventure italienne pour Arles/
Ainsi, la noblesse arlésienne autrefois fière et jalouse de ses prérogatives, se transforme et va désormais rechercher les honneurs, rentes et carrières auprès du comte. Arles et la Provence vont alors perdre progressivement le rôle central qu'ils avaient jusqu'alors dans les affaires comtales désormais accaparées par l'Italie.

### Les transformations

#### Le déclin politique d'Arles et de son aristocratie
La convention passée entre le comte et la ville en avril 1251, marque l'entrée de la ville dans une nouvelle phase de son histoire placée sous le double signe de la soumission à la nouvelle dynastie comtale (3e dynastie comtale de Provence ou Ire dynastie d'Anjou des comtes de Provence) et de la défense de ses privilèges.
La mise en place de l'administration comtale
Le nouveau comte met rapidement en place une administration tatillonne et fait procéder à l'examen des droits de propriété des grandes familles et des communautés.
La ville perd ses consuls remplacés par le viguier et les fonctionnaires comtaux. L'administration comtale siège au Palais du Podestat, au cœur de la Cité. Comme dans tous les chefs-lieux de Viguerie, on trouve à la tête de cette administration le viguier, c'est-à-dire le représentant du comte qui veille à la conservation des droits et possessions du comte, convoque et préside les assemblées générales des habitants et les réunions du conseil municipal, assure le rôle de capitaine de la ville chargé de sa défense (jusqu'en 1368).
Il est assisté par un sous-viguier. La justice est assurée par un ou plusieurs juges et les finances du comte sont gérées par un clavaire. Quatre notaires et plusieurs sergents complètent cette administration.
Le contrôle des grandes familles
La mainmise du comte se fait essentiellement au détriment des grandes familles arlésiennes dont les droits sont vérifiés et la plupart des revenus fiscaux confisqués. Ainsi les Porcelet perdent une grande partie des leusdes et péages du Vieux-Bourg. De manière plus générale la justice seigneuriale, et ses revenus associés -amendes et biens saisis-, s'efface devant celle du comte. Les énormes profits du sel disparaissent avec la mise en place de la gabelle et la concurrence de nouvelles pêcheries construites par les officiers royaux nuit aux bourdigues des grandes familles. Bref, toutes ces réquisitions assèchent les finances de la noblesse, même si le comte sait distribuer les produits de sa nouvelle fiscalité, et réduisent à la fois la puissance et l'autonomie de l'aristocratie provençale.
Mais des mesures modérées vis-à-vis de la communauté
Jouissance des biens
Si cette convention souligne la puissance du prince désormais propriétaire de tous les biens communaux, elle en laisse en grande partie, en fonction des statuts particuliers de la ville, la jouissance à la communauté. Il y a donc dans cette convention des germes d'une possible transformation des rapports entre la ville et le comte et les arlésiens argueront constamment de ce statut de terre adjacente au comté pour travailler pendant plus de deux siècles à l'élargissement de leurs privilèges.
Défense des privilèges
En 1251, le comte a tout et la ville n'a rien si ce n'est quelques privilèges qu'elle s'emploie à défendre âprement. Les arlésiens entendent que ces privilèges soient respectés, notamment dans les domaines suivants : les qualifications des officiers royaux, le bon fonctionnement de la justice, la protection du territoire communal, la conservation des avantages fiscaux acquis, le statut des juifs locaux… Ces privilèges sont soigneusement consignés dans les statuts de la ville et systématiquement défendus chaque fois que les officiers comtaux ne les respectent pas.

#### Le déclin archiépiscopal
L'épiscopat de Jean Baussan marque un tournant dans l'histoire de la ville d'Arles : à la suite des troubles de 1234-1237 puis surtout de ceux de 1245-1250, l'archevêque qui a demandé l'aide du comte de Provence dans son conflit avec le pouvoir urbain, perd la plupart de ses prérogatives temporelles sur la ville.

#### Le développement religieux
L'arrivée des ordres mendiants

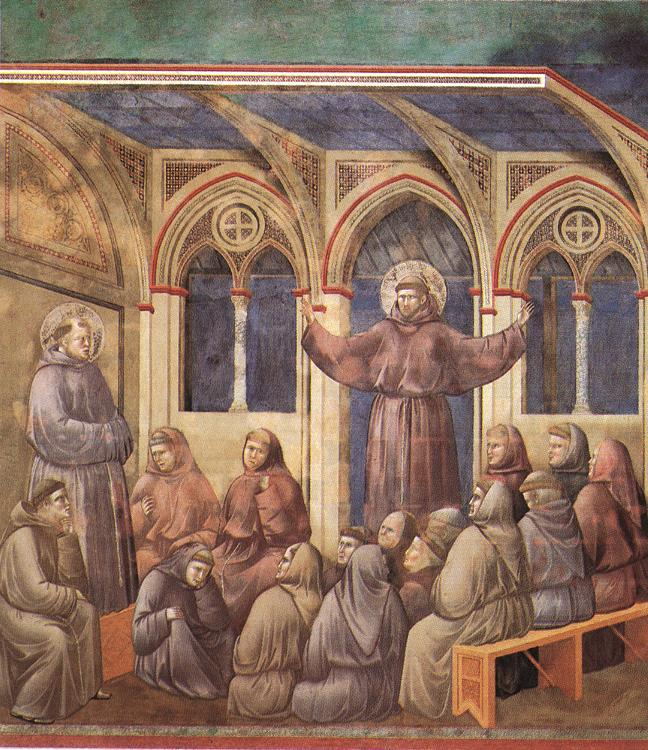
Fresques de la vie de saint François à Assise (1182 – 1226) de la Basilique Saint-François de la ville d'Assise en Ombrie (Italie). Tableau no 18 : Saint-François d'Assise apparaît au chapitre des Frères réunis à Arles, pendant un sermon de saint Antoine de Padoue - Œuvre de Giotto.

Dans ce contexte politico-religieux, les classes populaires arlésiennes sensibilisés à une vie religieuse plus respectueuse de l'évangile deviennent plus exigeantes sur la moralité du clergé et accueillent avec ferveur les nouveaux ordres mendiants qui s'installent en nombre dans la ville. Les Trinitaires sont présents dès 1200 au Méjan où ils établissent leur monastère ; viennent ensuite les Franciscains en 1218 et les Dominicains en 1231 qui s'installent sur une vigne située hors des murs au nord-est de la ville. Les Augustins et les Frères du sac y sont mentionnés un peu plus tard, au début de la seconde moitié du siècle.
Jacques de Molay, le grand maître des Templiers tient une réunion de l'ordre à Arles en 1296

#### Le développement économique
Quelques avantages
Selon l'historien arlésien Anibert, cette soumission, :
parut bien moins fâcheuses à nos ancêtres qu'on ne l'imaginerait d'abord.
La ville reçoit d'abord des compensations économiques et des privilèges administratifs, judiciaires et fiscaux. Charles d'Anjou réalise aussi la cohésion pacifique de ses différents quartiers en lutte depuis des années pour la possession du Méjan, sous une seule juridiction appliquée désormais à l'ensemble de la cité à l'intérieur d'une enceinte commune.
La prospérité économique
Enfin, sur le plan économique la prospérité continue, probablement favorisée à la fin du siècle par la paix et la sécurité apportées par la première dynastie d'Anjou. Ainsi à la fin du siècle, Arles qui s'étend et englobe de nouveaux quartiers dans une enceinte agrandie, arrive à son optimum démographique du Moyen Âge avec une population d'environ 15 000 habitants. Signe de son importance, la ville possède en 1300 15 églises dont 14 intra-muros, soit plus que n'importe quelle ville de Provence.

#### De nouveaux horizons
Liens renforcés avec la couronne de France ; implications plus grandes avec les évènements touchant la couronne de France : croisades, guerre de cent ans, … ; changement d'alliances : les aragonais autrefois alliés, deviennent des ennemis; aventures italiennes ; …

## Chronologie

### XIesiècle
- 1008 : dès 1108, à la mort du comte Roubaud, s'ouvre une période de troubles liés à des problèmes successoraux.
- 1018-1022 : première révolte menée par les châtelains de Fos contre le comte de Provence, Guillaume II, qui périt d'ailleurs lors du siège de ce château en 1018.
- 1018 : inhumation du comte Guillaume II dans la crypte de Montmajour.
- 1019 : le 3 mai création du pèlerinage de Montmajour appelé Pardon de Montmajour. Le pardon est institué sous l’abbé Lambert, lors de la consécration de l’église Sainte-Croix par l’archevêque d’Arles, Pons de Marignane qui accorde à cette occasion la première indulgence historiquement attestée.
- 1026 : inhumation de la comtesse Adelaïde dans la crypte de Montmajour.
- 1030-1037 : deuxième sédition des Fos.
- 1030 : passage du pape Innocent II à Arles en 1130 (GCC, no 520)
- 1032 : en septembre à la mort de Rodolphe III de Bourgogne, Arles qui fait partie du Royaume de Bourgogne depuis 934 est rattachée à l'Empire.
- 1035 : Construction de l'église Sainte-Blaise-les-Nones, non loin du monastère Saint-Jean, sous l'archiépiscopat de Raimbaud de Reillanne. Une collégiale établie aux Alyscamps tombe vers l’an 1035 entre des mains laïques. Raimbaud intervient et donne aux moines de Saint-Victor de Marseille l’antique église Saint-Genès ainsi que toutes ses dépendances, moyennant le cens d’une livre d’encens à fournir le jour de saint Trophime.
- 1037 et 1041 : les conciles tenus à Arles ou dans ses environs et présidés par Raimbaud de Reillanne, archevêque d'Arles (cf. conciles d'Arles), précisent les règles de la Paix de Dieu.
- 1046 : l'archevêque d'Arles Raimbaud agit en prélat du Saint-Empire : il participe au concile de Sutri et assiste à Rome, au couronnement de l'empereur Henri III.
- 1048 : troisième sédition des Fos.
- 1052 : le Chapitre d'Arles déjà possesseur du château Saint-Hippolyte en Crau depuis 1005, reçoit du vicomte Guillaume de Marseille la terre dite des Quatre Chapelles également en Crau.
- 1063 : Inhumation du comte Geoffroy Ier dans la crypte de Montmajour. Le nouveau comte de Provence Bertrand, alors affaibli, transfère la résidence comtale d'Arles à Tarascon.
- 1065 : le comte, incapable d'assurer la paix, demande aux puissantes familles arlésiennes d'assurer la protection des biens de l'Abbaye de Saint-Victor de Marseille.
- 1079 (à partir de) : les vicomtes de Marseille, possessionnés à Arles, désertent l'entourage du comte Bertrand[55] en raison du conflit entre le comte et le membre de leur famille, l'archevêque d'Arles Aicard.
- 1080 : l’archevêque d’Arles Aicard est excommunié. La ville refuse la destitution de son archevêque et interdit l'entrée à Gibelin de Sabran, le nouveau prélat désigné par le pape au concile d'Avignon.
- 1081 : le 25 août, le comte de Provence Bertrand prend ses distances à l'égard de l'autorité impériale en prêtant serment de fidélité au pape Grégoire VII après lui avoir abandonné son domaine et les églises de son patronage, reniant ainsi son lien de vassalité avec l'empereur.
- 1095-1096 : le pape Urbain II de passage pour prêcher la première croisade (Concile de Clermont en 1095) sillonne, à aller et au retour de son voyage, de nombreuses villes du Languedoc et de Provence (Montpellier, Nîmes, Saint-Gilles, Tarascon, Avignon, Aix, Cavaillon…) tout en évitant soigneusement la cité d'Arles encore aux mains d’Aicard, l’évêque banni.

### XIIesiècle
- 1107 : à la fin de l'année, l'archevêque d'Arles Gibelin quitte Arles et part en Palestine à la demande du pape Pascal II qui l'envoie comme légat régler une affaire concernant Evremar, le patriarche de Jérusalem, dont il héritera de la charge en 1108 jusqu'à sa mort en 1112.
- 1110 (vers) : Le comte de Provence Gerbert de Gévaudan dit aussi Gilbert de Gevaudan meurt assassiné par l'un des membres de la vieille aristocratie, les Brussans-Paillol, qu'il combat à l'instar de ses prédécesseurs.
- 1112 : Le 3 février 1112 à Saint-Victor de Marseille, le comte de Barcelone Raimond Bérenger épouse Douce, la fille aînée de Gerberge de Provence, comtesse de Provence. C'est le début officiel de la deuxième dynastie des comtes de Provence.
- 1112-1116 : les Baux interviennent avec le comte de Provence dans un faide contre les meurtriers du comte Gerbert (ou Gilbert) assassiné en 1110, dont ils récupèrent les domaines (notamment en Camargue).
- 15 février 1113 le pape Pascal II promulgue une bulle[56] en faisant de l'hôpital, L'Hospital, l'officialisation de l'ordre de Saint-Jean de Jérusalem, à la suite de la création des Hospitaliers par frère Gérard qui établit son grand prieuré de Saint-Gilles.
- 1113 : Lors de l'hommage au nouveau comte de Provence, Raimond Bérenger III, les comtes de Fos, parmi d'autres, ne figurent pas parmi les familles représentées. À l'inverse, les Porcelet et les Baux reconnaissent le nouveau comte. Les Pisans obtiennent les premiers avantages commerciaux connus de la part de Raimond Bérenger III : protection des marchands, liberté pour le trafic.
- 1114-1115 : de nombreux nobles arlésiens (les Porcelet, les Baux) participent avec le comte de Provence et les Pisans à la croisade de Majorque.
- 1115-1116 : Raimond Bérenger mène une campagne pour soumettre les familles récalcitrantes qui refusent de le reconnaître et, en cette occasion, s'empare du château de Fos où il reçoit l'hommage de Pons V de Fos pour les territoires de Fos et d'Hyères
- 1119 : en juin, la tradition rapporte que l'archevêque Atton de Bruniquel aurait invité le pape Calixte II à s'arrêter à Arles sur le chemin de Rome et qu'à cette occasion ce dernier aurait consacré l'autel de la première église Saint-Julien construite pour le nouveau quartier du Bourg-Neuf[57].
- 1119-1125 : reprise du conflit opposant les maisons de Toulouse et de Barcelone à la majorité d'Alphonse Jourdain qui marque le retour de la maison de Toulouse après vingt-cinq ans d'absence en Provence. Alphonse Jourdain reçoit l'appui des grandes familles, notamment arlésiennes, en mémoire des liens tissés par son père Raimon IV avec la noblesse provençale.
- 1120 : Une flotte génoise, pisane et arlésienne aide les Galiciens contre les musulmans d'Espagne ; 14 navires arlésiens sont présents conduits par les Baux et les Porcelet (7 commandés par Raymond des Baux, 7 par Sacristan de la famille des Porcelet). Passage du pape Calixte II à Arles ; il consacre l'église Saint-Julien.
- 1125 : le 15 septembre, un traité établit un marquisat de Provence, au Nord de la Durance, attribué à Alphonse Jourdain (comte de Toulouse) et un comté de Provence, au Sud, dont Arles est la capitale, et qui revient à Raimond Bérenger (Comte de Barcelone). Cet accord est à la fois un traité de partage de la Provence et une convention destinée à étouffer les revendications provençales d'un prétendant plus modeste : le comte de Forcalquier.
- 1131 : création du consulat ; le consulat est créé avant les 12 et 13 août, dates de deux chartes où figure, pour la première fois, la mention consulatus arelatensis[58].
- 1142 : En septembre, charte d’Alfonse comte de Toulouse, qui s'étant rendu avec son fils Raymond dans l'abbaye de S. André sur le Rhône (Île de la Cappe, près d’Arles) y restitue en plein chapitre, en présence de Bertrand de Sabran, d'Hugues des Baux, et de plusieurs autres seigneurs de Provence et de Languedoc, les biens qu'il avait usurpés sur ce monastère, et confirme les donations que lui et ses prédécesseurs y avaient déjà faites, moyennant deux mules du prix, de 300 sols[59]. Vraisemblablement grâce à l'entremise de Raimon I des Baux, son beau-frère[60], Peire de Lambesc renonce en faveur de l'archevêque d'Arles Raimon de Montredon à tous ses droits sur Salon qui devient alors le centre de la seigneurie archiépiscopale arlésienne.
- 1142 (vers) : les Templiers s'installent à Arles.
- 1143 : le 2 septembre à Fourques, Alphonse Jourdain reçoit en fief de l'archevêque d'Arles Raimon de Montredon qui manifesta toujours une neutralité bienveillante vis-à-vis d’Alphonse Jourdain dans le conflit qui opposait les maisons d’ Aragon et de Toulouse, l’Argence, un petit territoire entre Beaucaire et Saint-Gilles.
- 1144-1162 : Guerres Baussenques. Arles soutient au début la maison des Baux.
- 1150 : le consulat est consolidé par la création d'une charte comprenant les premiers statuts, octroyée par l'archevêque ; elle est confirmée par l'empereur Frédéric Barberousse.
- 1151 : serment d'Uc de Baux à l'archevêque d'Arles.
- 1152 : Le 29 septembre, Raimon de Montredon organise la translation des reliques de saint Trophime, des Alyscamps à la basilique Saint-Étienne, qui perd probablement alors ce patronyme au profit de l'actuel Saint-Trophime.

27 décembre 1152, « L'archevesque De Montredon translata dans Arles les reliques de saint Trophime, qui avoient demeuré au cimetière d'Alyscamp dans l'église de Saint-Honorat onze cens ans ; les ayant tirés de son sépulchre, qui se voit encore dans ladite église, les porta dans la maistresse église, qui estoit pour lors et depuis sa fondation appelée l'église de Saint-Etienne prolomartyr, et, en posant dedans ce sacré thrésor y changea de nom et l'appela l'église de Saint-Trophime, comme elle s'appelle de présent. » (Bovis, Royalle Couronne).
Inventaire des reliques de la cathédrale Saint-Trophime.
- 1153-1154 : Frédéric Barberousse renouvelle à l'archevêque d'Arles tous les droits concédés au début du Xe siècle par Louis III dit l'Aveugle à Manassès.
- 1153 : en juin, Frédéric Barberousse confirme à Worms les privilèges de l'Église arlésienne.
- 1155 : les trois seigneurs d'Arles, l'archevêque, les Baux (Hugues des Baux et ses frères) et les Porcelet signent un traité avec Gênes.
- 1156

Printemps ; Raymond Berenger II fait pendant plusieurs mois le siège du château de Trinquetaille, fief d'Hugues des Baux, sans succès. Il entreprend alors le pillage des propriétés des Baux, ce qui entraîne la soumission de cette famille.
Destruction du château des Baux dit de Porte-Audose, à l'entrée nord de la ville dans le quartier du Bourg-Neuf.
- 1161 : dans le cadre des Guerres Baussenques, la nouvelle défaite de la famille des Baux entraîne la destruction de leur château de Trinquetaille.

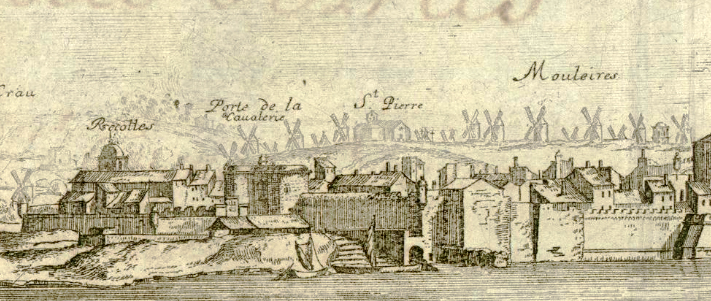
La colline du Mouleyres et ses moulins dominant la ville d'Arles en 1660.

- 1162 : mention des premiers moulins à vent situés dans le quartier du Mouleyrès ; ils sont répertoriés parmi les tout premiers de l'occident médiéval[62].
- 1165

Des navires arlésiens participent avec les Pisans à la tentative d'interception du pape Alexandre III pour le compte de l'empereur Frédéric Barberousse.
Octobre - Raymond Berenger II, comte de Provence, dans ses préparatifs d'une campagne militaire pour soumettre la Provence occidentale, obtient la neutralité des Génois par un traité conclu à Arles.
- 1166 : Été - Bataille du château d’Albaron ; Malgré tous les soins de Raymond de Toulouse pour empêcher Alfonse de pénétrer en Provence, ce dernier se saisit du château d'Albaron, situé dans l'île de Camargue, sur le bras du Rhône qui est du côté de Languedoc ; il y entre suivi d'Hugues archevêque de Tarragone, de Pierre évêque d'Ausone, et de divers seigneurs Aragonais et Catalans. Le comte de Toulouse assiège aussitôt ce château, et il l'emporte d'assaut : mais le roi a le bonheur de se sauver, grâce à la vigilance de Bertrand de Baux, qui avait embrassé son parti après avoir abandonné celui de Raymond. L'ayant fait monter à cheval, il lui fait traverser à la nage l'autre bras du Rhône, et le conduit ainsi sain et sauf dans Arles, où il est reçu aux acclamations du peuple[63].
- 1170-1176 : les Templiers s'installent en Camargue (Saliers).
- 1170 (vers) : début de la réalisation des façades sculptées de Saint-Trophime d'Arles et de Saint-Gilles-du-Gard (art roman) (fin en 1220).
- 1174 : Gènes s'engage à aider Raymond de Toulouse à conquérir Arles ; en contrepartie, celui-ci s'engage à accorder aux Génois une liberté totale commerciale et une rue dans la cité.
- 1176

Le 18 avril, dans l'île de Jarnègues, l'Arlésien Porcel est témoin de la paix entre Alphonse Ier et Raymond de Toulouse.
En avril, Alphonse Ier signe une reconnaissance de dette à l'Arlésien Bertran Porcelet pour des sommes empruntées par Raimond Bérenger de Barcelone, Bérenger Raimond de Provence et lui-même. En gage de ces sommes, il lui confirme divers droits sur les marchandises et les pâturages d'Arles.
- 1177 : en août, partage des droits de l'atelier monétaire d'Arles entre l'archevêque Raimon de Bollène et Raimond Bérenger de Provence.
- 1178

Juillet
Le 26 juillet 1178, l'empereur Frédéric Barberousse fait son entrée dans la ville d'Arles, avec l'impératrice et le plus jeune de ses fils, le prince Philippe.
Le 30 juillet, couronnement de l'Empereur romain germanique, Frédéric Ier Barberousse par l'archevêque d'Arles, Raimon de Bollène.
Septembre
Le 13 septembre, éclipse totale à Montpellier, partielle à Arles (> 99%).
Décembre
En décembre, dans le diplôme dressé à Tarragone où Alphonse Ier délègue officiellement son autorité sur la Provence à Raymond-Bérenger IV, l'Arlésien Porcel figure parmi les quatre membres du conseil restreint sans lequel le frère du roi ne pourra prendre aucune décision importante.
- 1178-1180 : le roi d'Aragon Alphonse Ier et le comte Raymond-Bérenger IV choisissent comme résidence de la cour comtale, Aix au détriment d'Arles, jugée trop turbulente.
- 1180-1195 : création d'une nouvelle enceinte englobant au sud de la ville les quartiers du vieux Bourg et du Marché , et au nord ceux du Bourg-neuf ; elle est pratiquement terminée en 1190 ; toutefois dans une zone, propriété des moines de Montmajour, au nord de la cité où s'est construit le Bourg-neuf, un texte de 1195 mentionne que le terrain non utilisé après la construction des remparts pourra être cédé à des hommes désirant édifier leur habitation. Cependant cette enceinte est terminée en 1225, date où l'archevêque donne aux religieuses de Sénanque des maisons situées au nord de l'enceinte de la ville, hors du portail de la Milice.

Vestiges des remparts du nord d'Arles
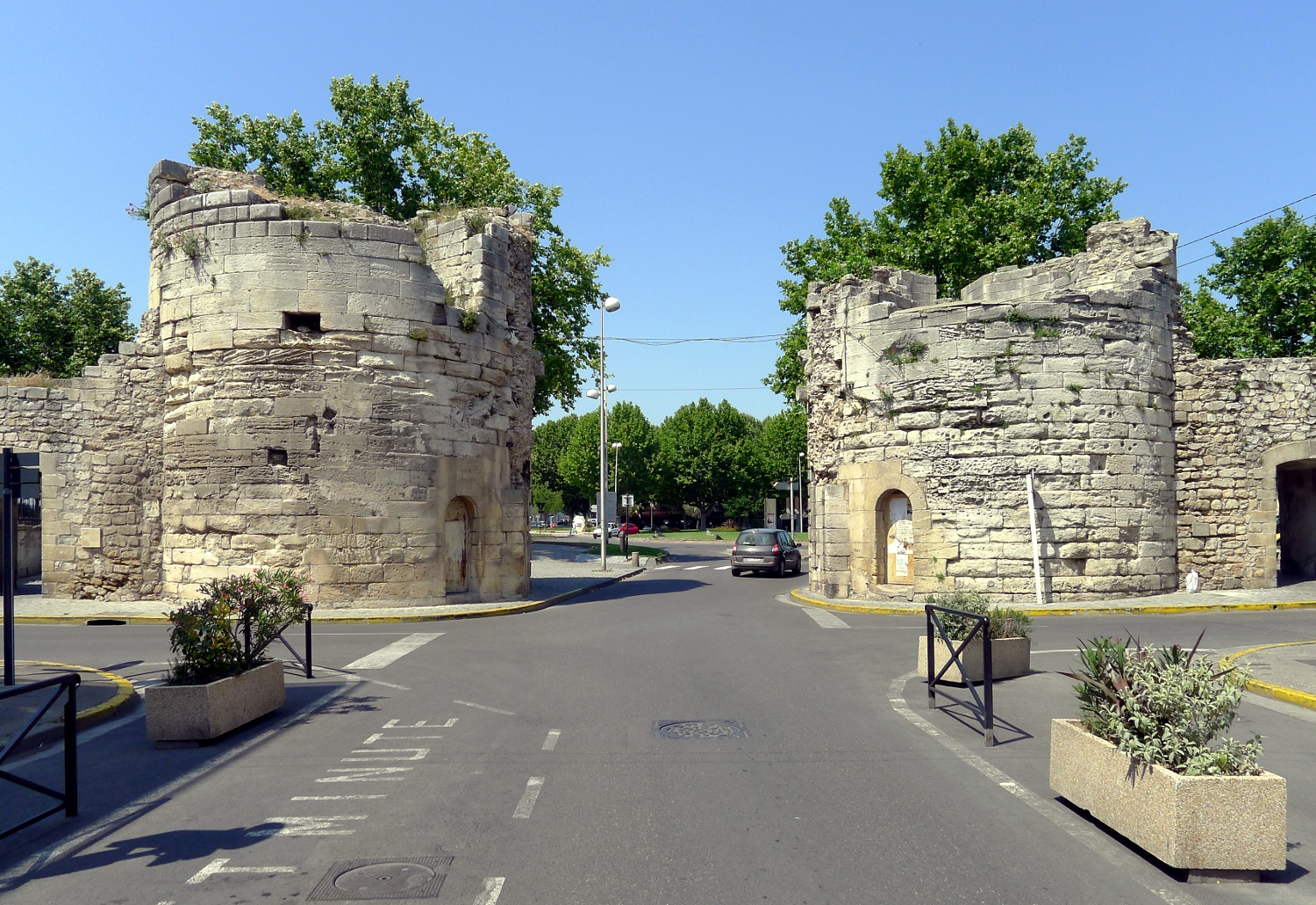
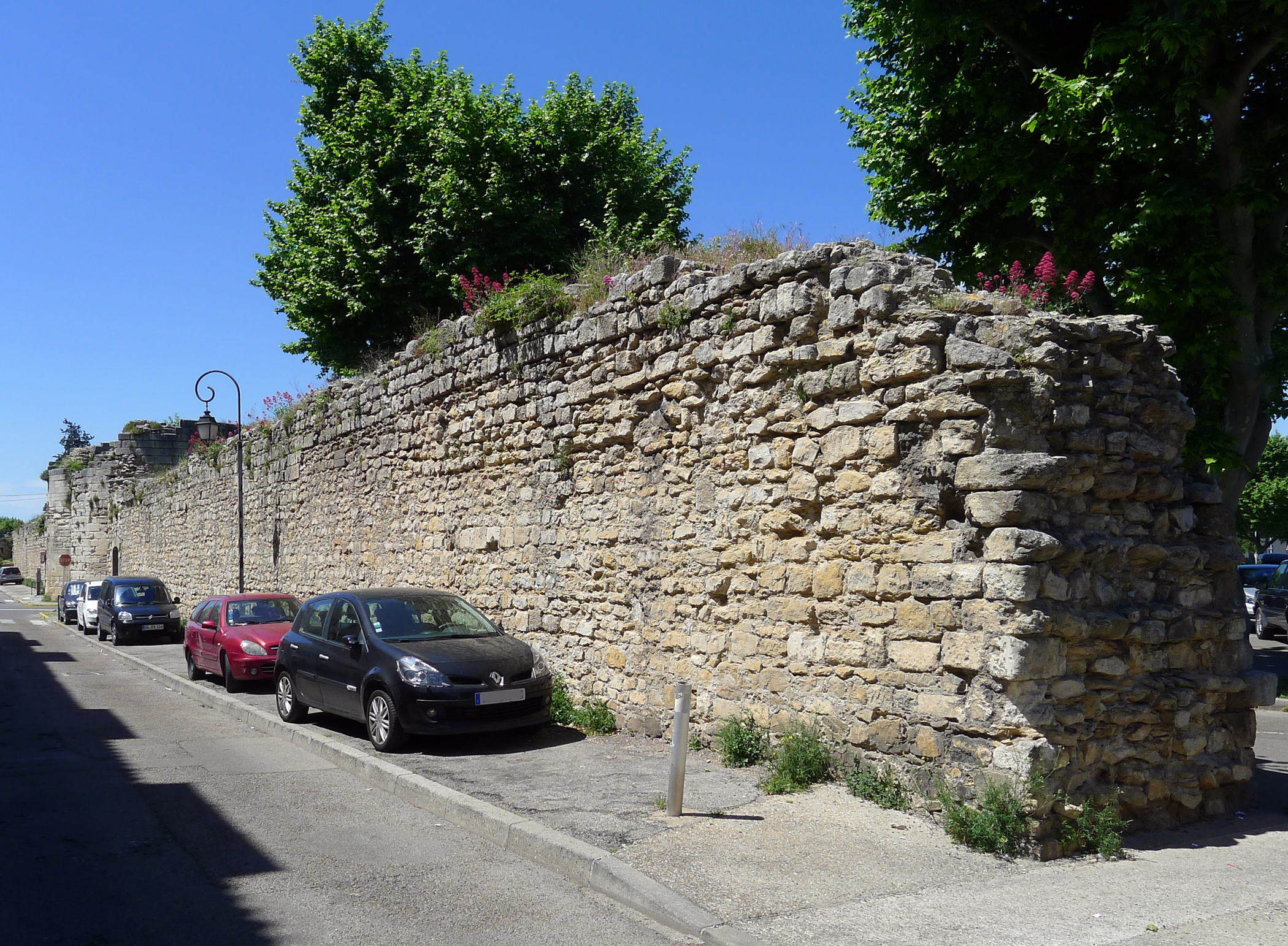
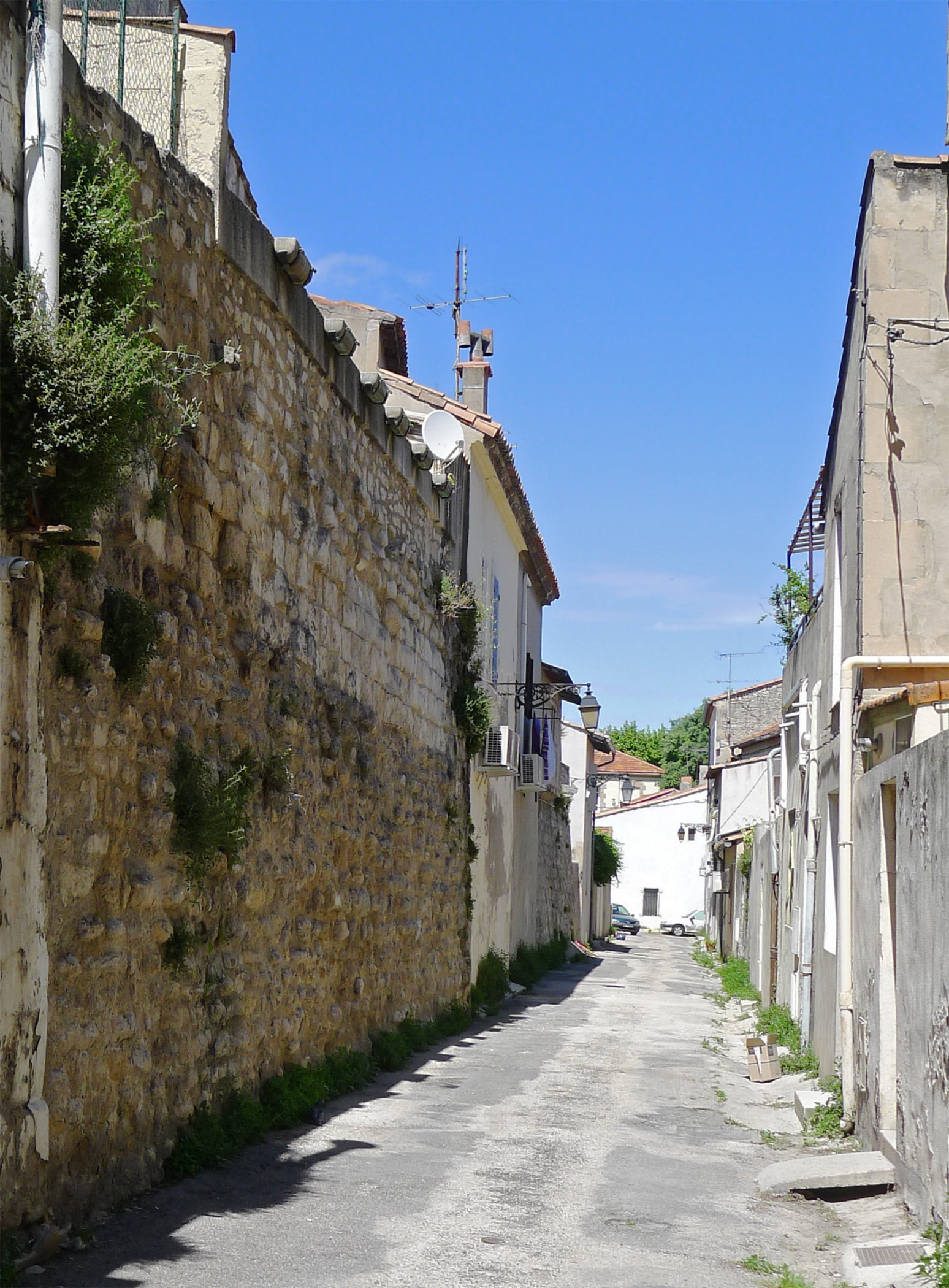

- 1181 : le roi d'Aragon Alphonse Ier avec le consulat d'Arles prennent Fourques défendue par les hommes du comte de Toulouse.
- 1183 : le 25 ou 31 mars, les arlésiens Porcel d'Arles et Rostaing Porcelet sont les témoins de l'acte par lequel Alphonse Ier cède le comté de Rodez, le Carlat et le Gévaudan à Sanche[69].
- 1185 : En avril, l'arlésien Guilhem Porcelet devient l’homme lige de l'ordre de Saint-Jean de Jérusalem[70].
- 1186 : le 4 mars, dans l'église Notre-Dame (La Major), le commandeur de Saint-Thomas Guilhem Avostenc, assiste à la rédaction du testament de l'arlésien Rostaing Porcelet reçu comme frère et qui y fait élection de sépulture[71].
- 1188 : la famille arlésienne des Porcelet parvient à battre le puissant lignage de Fos dans le cadre d'une guerre privée, agrandissant ainsi son domaine à Aix et dans le pays de l'étang de Berre.
- 1189 : l'anglais Gervais de Tilbury s'installe à Arles comme juriste de l'archevêque et du comte de Provence.
- 1190 : le 26 janvier, dans l'île de Jarnègues, l'arlésien Uc Porcelet est témoin de la paix entre Alphonse Ier et Raymond de Toulouse[72].
- 1191 : en novembre, le pape Célestin III remet à Imbert d’Eyguières qui s’était rendu à Rome pour être sacré des mains du souverain pontife, une bulle dans laquelle Célestin décrit les troubles qui agitent la cité archiépiscopale et qui se traduisent par les pillages des marchands, l’arrivée de mercenaires et l’accueil des hérétiques. Il accorde les pleins pouvoirs au nouvel archevêque d'Arles pour extirper le mal et lui permet d’user à sa convenance de l’excommunication[73].
- 1192 : fin d'un conflit entre Hugues III des Baux et les Hospitaliers de Saint-Thomas au sujet des dîmes et des tasques relatives à des terres situées au nord de la Camargue[74].
- 1194 : le pape Célestin III replace l’abbaye Saint-Césaire sous son autorité directe.

### XIIIesiècle
- 1201 : confirmation du traité avec Gènes par les seuls consuls.
- 1202

A l'instigation de l'archevêque les deux consulats du Bourg et de la cité sont réunis.
Dans le conflit lié à l'application du traité de 1193 qui oppose le comte de Forcalquier, allié des comtes de Toulouse et des Baux, au comte de Provence, les Porcelet suivent le parti catalan.
- 1203

Les Trinitaires s'installent à Arles et édifient leur maison dans l'espace qui sépare la Cité du Bourg, c'est-à-dire au Méjan en cours d'urbanisation.
Envoi du légat du pape, Pierre de Castelnau dans le midi
- 1204 : en avril, signature d'un pacte d'alliance dans la ville de Millau, entre Pierre II d'Aragon, Alphonse II de Provence et Raimon VI de Toulouse. L'arlésien Guilhem Porcelet est témoin.
- 1206 : l'archevêque accroit son pouvoir dans la ville; c'est lui qui nomme les consuls
- 1207

En juillet, les Baux et les Porcelet passent à Arles un pacte avec Alphonse II avec lequel ils décident d'unir leurs efforts contre l'archevêque de la ville. Tous, ainsi que le comte de Toulouse, craignent les visées politiques de l'église, avec la tournée du légat Peire de Castelnau.
L'anglais Gervais de Tilbury est nommé juge mage du comte de Provence Alphonse II de Provence.
- 1208 : en janvier, cette attitude anti-épiscopale se traduit par le meurtre de Peire de Castelnau assassiné par un proche du comte de Toulouse et des Porcelet aux portes d'Arles (probablement à Fourques ou à Trinquetaille).
- 1209 :

Février : le 2, mort à Palerme du comte de Provence Alphonse II; son jeune fils Raymond Bérenger se réfugie avec sa mère à Forcalquier puis est rapatrié en Aragon sous la tutelle de Sanche.
Juin
Le 18 à Saint-Gilles, le comte de Toulouse se soumet à une humiliante pénitence pour faire lever son excommunication et s'engage même à soutenir les croisés dans leur campagne contre les albigeois.
le 24, l’armée des croisés (1re croisade des Albigeois), rassemblée à Lyon se met en marche. Elle est conduite par le baron Simon de Montfort et le légat du pape Milon et comprend entre 15 000 et 20 000 hommes.
Juillet : le 15, l'armée des croisées se rend maître de la ville d'Arles et le légat du pape Arnaud Amaury ordonne la destruction de la forteresse arlésienne des Porcelet située sur l'île de la Cappe.
Octobre : le 4 octobre, Othon IV de Brunswick se fait couronner empereur par le pape Innocent III; Othon est accompagné par l'anglais Gervais de Tilbury qu'il nomme en novembre maréchal du royaume d'Arles résidant à Arles.
- 1210

Renouvellement du traité avec Gènes par les seuls consuls.
Frédéric II, roi de Sicile accorde à Sanche, comte, régent de Provence et oncle de sa femme, et à Nuño, fils de Sanche, les comtés d’Agrigente et de Ragusa. Il s'agit d'un remerciement pour l'aide apportée par les provençaux d'Alphonse II qui avait permis à Frédéric de rétablir son autorité en Sicile l'année précédente à l'occasion de son mariage avec Constance, fille d’Alphonse le Chaste, roi d’Aragon, et sœur d’Alphonse II, comte de Provence décédé en 1209.
Novembre - Innocent III, déçu dans son espoir d'avoir un empereur docile, excommunie et dépose Otton et soutient désormais Frédéric II de Hohenstaufen; A Arles, Gervais de Tilbury, représentant d'Otton, voit son influence amoindrie.
Un diplôme de l'empereur Otton confirme les biens que l'abbaye de Montmajour possède dans le terroire et la cité d'Arles.
- 1211

Arles conclut un traité avec Pise.
Raimond VI, reniant son engagement de 1209, se met ouvertement à la tête de la résistance contre les troupes de Simon de Montfort.
Les croisés permettent à l'archevêque d'Arles, Michel de Mouriès, de reprendre le pouvoir de la ville en choisissant lui-même les consuls de la ville.
- 1212

Écriture probable du cartulaire de Trinquetaille par les scribes d’un atelier notarial d’Arles.
- 1213

Le 11 août, traité d'Arles avec Nîmes : l'archevêque d'Arles et l'évêque de Nîmes, assistés des consuls de leurs villes respectives, signent un traité afin de former former entre ces deux villes une alliance et une confédération pour maintenir la paix, faire observer la justice et se prêter secours contre ceux qui entreprendraient d'attaquer leurs personnes, leurs biens, leurs droits et leur liberté.
Le 12 septembre, bataille de Muret qui voit la défaite des princes du sud face à l'armée de Simon de Montfort. Ce désastre écarte pour toujours les prétentions d'une hégémonie catalane ou de la maison de Toulouse sur le midi de la France.
- 1214 :

27 juillet - Après la bataille de Bouvines, l’empereur Otton de Brunswick vaincu se retire dans ses terres de Brunswick, et Gervais, tout en conservant sa charge de maréchal de la cour impériale au royaume d'Arles, quitte Arles et le suit. Cette défaite porte un coup mortel à la puissance d’Otton de Brunswick. Une autre puissance apparaît, celle des Hohenstaufen, à la fois soutenue par le roi de France et le pape Innocent III.
Accord commercial avec la ville de Marseille : il s'agit d'un traité d'alliance défensive pour faire obstacle aux ambitions d'Hugues des Baux allié aux Porcelet et à Nuno Sanche.
Hugues III des Baux s'allie à Nuno Sanche, régent de la Provence, et à Bertrand Porcelet pour faire la guerre à Arles. Par une action militaire commune, cette coalition redonne le consulat aux adversaires de l'archevêque.
- 1215

L'empereur Frédéric II confie le royaume d'Arles à Guillaume des Baux.
Novembre - L'arlésien Guilhem Porcelet conseille le comte de Toulouse, Raimond au cours du concile de Latran.
L'archevêque d'Arles, Michel de Mouriès, donne en fief à Simon de Montfort, le château de Beaucaire, la terre d'Argence et leurs dépendances.
- 1216

Mai - Au retour du concile de Latran, le fils du comte de Toulouse, le futur Raimond VII est acclamé par les villes de Marseille, de Tarascon et d'Avignon. À Arles, il est soutenu par Guilhem et Bertran Porcelet qui participent au siège de Beaucaire et à la reconquête de la Basse-Provence par la maison de Toulouse, mais qui échouent à retourner les Arlésiens de leur fidélité à leur archevêque.
Enlèvement par un groupe de seigneurs provençaux du jeune comte Raymond Béranger du château de Monzón en Aragon où il était retenu. Ce coup de force consomme la rupture entre le comté catalan de Provence et le royaume d'Aragon. Jusqu'à sa majorité en 1219, le jeune prince est placé sous la tutelle de sa mère et de conseillers.
- 1217 : À la demande des probi homines, le Chapitre remplaçant l'évêque absent, nomme les nouveaux consuls qui jurent de respecter les droits de l'Église; c'est une victoire du parti ecclésiastique sur le pouvoir communal.
- 1218 : installation de l'ordre des frères mineurs à Trinquetaille au quartier de la Pointe, grâce à la générosité de seigneurs des Baux.
- 1220-1235 : gouvernement de la ville par un podestat, assisté d'un syndic représentant les intérêts de la commune.
- 1220 :

Accord commercial avec la ville de Marseille.
Février : le 6 février, le conseil réuni à l'archevêché en présence de l'archevêque Hugues Béroard décide afin de mettre fin aux troubles domestiques de rechercher un podestat.
Août : le 17, début du mandat de podestat d'Isarn d'Entrevennes (17 août 1220 - mars 1222).
- 1221 : une convention est passée entre le monastère de Saint-Victor et celui de Saint-Césaire à propos des cimetières Saint-Honorat et Saint-Césaire concernant les morts apportés par le Rhône.
- 1222

Arles acquiert Miramas.
Présence attestée des Franciscains à Arles.
Début du mandat de podestat de Torello de Strada (1222-1224); il sera également podestat d'Avignon en 1236.
Le 12 mai, l'alliance entre Arles et l'empereur Frédéric II est consacrée par un diplôme.
- 1224 : début du mandat de podestat de Dragonnet de Montdragon (1224-1228).
- 1225-1228 : la ville qui s'inquiète de la puissance des ordres militaires religieux prend des mesures contre l'extension de leurs pâturages, alimentant ainsi un mouvement antireligieux qui va aller croissant dans les années qui suivent.
- 1225

L'archevêque donne aux religieuses de Sénanque des maisons situées au nord de l'enceinte de la ville, hors du portail de la Milice.
Le 14 mars - Bernard Ybilion vend la seigneurie d'Aureille à la république d'Arles, moyennant le prix de 36 000 sous raymondins neufs.
Le 22 mai - Signature d'un traité d'alliance entre Arles et l'empereur Frédéric II.
- 1226

Arles acquiert Fos, le Castellet, les Saintes-Maries-de-la-Mer, Saint-Ferréol, Sourlettes, Malmissane.
Arles acquiert Fos et un prêt d'argent important consenti au comte a pour conséquence la prise en gage des Saintes-Maries-de-la-Mer, de Malmissane, de Saint-Ferréol et d'Albaron, position stratégique sur le petit Rhône.
Le 28 mars 1226, Guillaume de Bonnils (ou de Bonnieux) , abbé de Montmajour, met son monastère et tous ses domaines du pays d'Arles sous la protection de la ville.
En contrepartie de la protection accordée à l'abbaye de Montmajour, inquiète des troubles, la république d'Arles obtient les droits sur le château du Castelet.
Eté - 2e croisade des Albigeois ; les troupes françaises prennent Avignon et le comte de provence qui soutient les capétiens en profite pour prendre Tarascon dont il supprime le consulat. Arles n'est pas inquiétée, car elle se pose en arbitre de la situation et profite de la protection de l'empereur (Arles est ville d'Empire) alors soutenu par la papauté.
Septembre
Le comte de Provence, profitant de la présence et du soutien des Capétiens s'attaque aux consultats des villes provençales; il abolit celui de Tarascon.
Le 17 septembre 1226, mémorable débordement du Rhône.
- 1228

Arles acquiert le Vaccarès.
Début du mandat de podestat de Roland George de Pavie (1228-1230).
En octobre, la république d'Arles conclut une alliance de trois ans avec le comte de Provence Raymond Béranger qui recherche une alliance pour venir à bout du consulat de Marseille alors en conflit avec Arles dans leurs politiques d'expansion.
Le 2 octobre, le Conseil des cent-vingt s'assemble à Arles et s'engage à défendre la personne et les possessions du comte de Provence. De son côté Raymond Béranger s'oblige à défendre les magistrats les citoyens et les possessions de la république arlésienne.
- 1230

Arles conclut un traité avec Vintimille.
Début du mandat de podestat de Guillaume Augier (1230-1231).
- 1231

Le 19 juin, signature de l'acte de fondation du couvent des Dominicains, sous le podestat du génois, Perseval Doria.
Début du mandat de podestat de Perceval Doria (1231-1232); il devient également podestat d'Avignon en 1232.
- 1232

Raymond Bérenger V concède à Arles la Durençole pour que la ville aménage la plaine du Trébon afin d'en faciliter le drainage.
Les nouveaux riches obtiennent l'exemption des taxes et péages les plus lourds.
Début du mandat de podestat de Rubeus de Turca (1232-1233).
Le 13 mai 1232, traité de paix entre la ville d'Arles et la république de Gênes.
- 1233 : début du mandat de podestat de Supramonte Loupo (1233-1234); il devient vicaire impérial à Arles en 1238.
- 1234

Le podestat et l'archevêque Jean Baussan concluent un accord favorable aux couches moyennes de la population ; cet accord soulève une vive opposition du patriciat.
Début du mandat de podestat de Bernard Roland Rufi (1234 -1235).
Juillet - Concile provincial à Arles présidé par l'archevêque Jean Baussan; ce concile condamne les confréries, encourage les délations d'hérédiques et impose un contrôle ecclésiastique des testaments. Il reprend le modèle légatin et épiscopal de l'inquisition.
Le 8 juillet 1234, réunion d'un concile provincial à Arles.
Rupture entre Frédéric II et le pape Grégoire IX; en conséquence, dès le mois de septembre 1234, l'empereur agit rapidement dans l'ancien Royaume d'Arles en restituant les droits du Comtat Venaissin à Raymond VII de Toulouse qui reçoit le soutien de Barral des Baux et des villes-états Arles, Avignon et Marseille.
- 1235-1238 : de septembre 1235 à juillet 1238, la ville est dirigée par la confrérie des bailes.
- 1235

Début du mandat de podestat de Bourguignon de Trets, de la famille des vicomtes de Marseille (1235-1236).
Juin - le légat Jean de Bernin, archevêque de vienne adresse une consultation aux juristes avignonnais au sujet des vaudois d'Arles.
À la suite des dispositions papales enlevant la juridiction de l'inquisition à l'épiscopat local, le légat Jean de Bernin, archevêque de vienne, nomme des juges issus de l'ordre des prêcheurs pour la Provence. Les dominicains contrôlent désormais l'inquisition du comté, jusqu'en 1249 où elle passe aux mains des franciscains.
Septembre : mise en place de la confrérie des bayles qui prend le pouvoir et contraint l'archevêque Jean Baussan à l'exil à Salon.
- 1236

Janvier
Excommunication du podestat d'Arles le gilbelin Torello de Strata en raison de son soutien au comte de Toulouse Raimond VII et à Barral des Baux au cours de l'invasion du Comtat Venaissin.
Mars
Les bailles renvoie le podestat Burgondon de Trets et nomment de leur propre autorité des hommes sûrs pour le consulat.
Arles est aux mains de la confrérie des bayles qui expulse l'archevêque Jean Baussan, dévalise le palais de l'archevêché et punit les fidèles qui acquittent le casuel.
Novembre
Nouveau concile provincial à Arles présidé par l'archevêque Jean Baussan; ce concile condamne les confréries, encourage les délations d'hérédiques et impose un contrôle ecclésiastique des testaments. Il reprend le modèle légatin et épiscopal de l'inquisition.
- 1237

Accord commercial avec la ville de Gênes.
Début du mandat de podestat de Guillaume Ebriac le Noir.
Mise à sac du palais épiscopal.
Novembre : l'empereur Frédéric II nomme à Arles un vicaire impérial (Supramonte Loupo) appelé aussi podestat.
- 1238 :

Novembre : le 25, l'empereur Frédéric II nomme Supramonte de Lupo, vicaire de l'Empire à Arles comme résidence.
Décembre
le 4, Supramonte de Lupo, marquis de Furane est podestat.
le 4, l'empereur Frédéric II nomme le comte Berardo di Loreto dit Béroard de Lorette, vicaire de l'Empire dans le royaume d'Arles et de Vienne, en résidence à Arles. Berardo di Loreto soutient la Confrérie renaissante.
- 1239 :

Mars : le 24 mars, nouvelle excommunication de Frédéric II par le pape Grégoire IX, mesure qui refroidit des partisans de la confrérie.
Juin
Le 3 juin 1239 : éclipse totale de soleil visible à Arles et à Montpellier.
Juillet
Le 24, Jean Baussan est solennellement remis sur son siège épiscopal.
Le 25, Raymond-Bérenger Vchasse Béroard de Lorette et devient gouverneur d'Arles, ce qu'il restera jusqu'à sa mort en juillet 1245.
- 1240

Début de l'année : Raymond VII franchit le Rhône à Avignon et envahit l'Altavez (pays de Tarascon); les troupes du roi de France stationnées en Languedoc et appelées au secours sont défaites par les l'armée du comte de Toulouse.
Eté - À la demande de l'empereur Frédéric II, invasion et pillage de la Camargue par le comte de Toulouse Raymond VII qui échoue devant Arles. On admet que cette invasion a arrêté l'essor économique de cette terre jusqu'à la fin du XVe siècle.
Arles accueille un représentant comtal, d'abord un sous-viguier en 1240, puis un viguier en 1242.
- 1243(?) : le comte de Provence, Raymond-Bérenger V, et l'archevêque d'Arles Jean Baussan, se rendent à Vérone auprès de Frédéric II.
- 1245 :

Août
Le 10 août, renaissance de la confrérie des bayles.
Le 19, décès du comte Raymond-Bérenger V.
- 1246

Janvier
le 31, mariage entre Charles, le plus jeune frère du roi Louis IX et de Béatrix, dernière fille et héritière de feu le comte Raymond-Bérenger V.
Mai
le 12 mai, les consuls étant considérés comme trop modérés, on nomme au-dessus d'eux, pour les contrôler, cinq recteurs (rectores).
- 1247

Au printemps, scellement de la grande ligue comprenant les communes d'Arles, d'Avignon, de Marseille et du puissant Barral des Baux pour garantir l'autonomie des villes contre le comte de Provence et l'archevêque d'Arles son allié.
Date du plus ancien prix-fait (devis) connu pour la construction d'un pont de bateaux entre Arles et Trinquetaille.
Le 8 octobre, l'archevêque Jean Baussan, encore au conseil, accorde aux trente-trois chefs de métier arlésiens le droit de participer à la gestion de la ville, en disposant de six sièges au conseil municipal.
Occupation du palais épiscopal par les arlésiens.
Les partisans de Charles sont proscrits et leurs biens subissent de nombreux dommages.
Expéditions menées par la population d'Arles contre les possessions des ordres militaires religieux, Templiers et Hospitaliers.
- 1248 : le 4 mars, mandat de podestat d'Albert de Lavagne pour remplacer les recteurs; il amène avec lui son juge Bertrand Brun, marseillais comme lui.
- 1249

Mai : le 1er, trahison de Barral des Baux - Barral écrit secrètement à la reine Blanche de Castille, régente du royaume de France, pour lui offrir ses services. Il se fait fort de ramener les communes d'Arles et d'Avignon dans la soumission aux princes français.
Septembre : le 20, l'archevêque Jean Baussan est expulsé de son palais par une violente manifestation populaire et se réfugie initialement à Fourques puis à Beaucaire.
Décembre
le 15, l'archevêque d'Arles, Jean Baussan fait admonester le podestat, le viguier, les juges, et ceux qui sont dits du conseil secret des chefs de métiers, et les chefs des métiers eux-mêmes, et ceux qui sont dits de leur conseil... , en outre le noble homme Barral... , en outre le peuple d'Arles.
à la fin du mois, mandat de podestat de Barral des Baux; il est également podestat d'Avignon à cette époque (1246-1250).
- 1250

En septembre et octobre 1250, l'archevêque d'Arles Jean Baussan abandonne tous ses droits sur la ville d'Arles au comte de Provence Charles d'Anjou qui vient d'arriver en Provence, en contrepartie de l'aide apportée.
Le 13 décembre, décès de Frédéric II; cette disparition enlève à la ville d'Arles son principal protecteur.
- 1251

En avril, convention passée entre Arles et Charles Ier d'Anjou.
Le 30 avril, Arles, assiégée par les troupes comtales, fait sa soumission au comte Charles d'Anjou et à l'archevêque. Les arlésiens profitent de la médiation offerte par le pape Innocent IV pour faire leur soumission. C'est un dominicain, le moine Etienne qui intervient dans cette pacification. C'est la fin de la république d'Arles.
Création d'un Conseil.
- 1252 : enquête énumérant les biens et les droits du comte de Provence
- 1257

1re mention de syndics.
Charles Ier d'Anjou rachète en 1257 à Raymond des Baux, les droits sur le royaume d'Arles confiés en 1215 à Guillaume par Frédéric II.
L'abbé de Montmajour Raymond d'Ansouis prête serment au nouveau prince capétien Charles d'Anjou pour l'ensemble des possessions du monastère.
- 1260 (ou 1263) : concile provincial organisé à Arles
- 1263 : démolition des vestiges de l'Arc admirable à la suite de la réfection des remparts.
- 1265

Le 15 mai, Charles d'Anjou s'embarque à Marseille à destination de l'Italie à la conquête du Royaume de Naples. Une grande partie de la noblesse arlésienne l'accompagne : Raymond, Bertrand et Barral des Baux, Guillaume de Porcelet, Bertrand et Richard d'Allamanon, Jacques et Rostang de Gantelmy et Feraud de Barras.
Les frères Mineurs s'installent à Trinquetaille.
Le pape Clément IV accorde cent jours d'indulgences à ceux qui aideront à l'installation du nouveau couvent des frères mineurs.
- 1268 : l'archevêque d'Arles, Bertrand de Saint-Martin, avec le consentement du prévot du chapitre, permet l'acquisition par les augustins du terrain sur lequel ils doivent construire leur église et leur cloître.
- 1269 : une enquête précise que Trinquetaille a son propre territoire, ses habitants, sa cour et son pilier de justice. Elle est également entourée de murailles et possède une église, Saint-Pierre, et depuis 1265 le couvent des frères Mineurs.
- 1270 (vers) : le Chapitre de Saint-Trophime se plaint au Saint-Siège des empiètements des officiers comtaux qui usurpent les droits de justice de l'Église et le privent de revenus importants.
- 1270 : le 15 juillet 1270, concile provincial dans l'église métropolitaine[90].
- 1271 : 2 275 arlésiens prêtent hommage à Charles Ier d'Anjou, ce qui correspond à une ville d'environ 13 000 habitants.
- 1275 : concile provincial organisé à Arles
- 1293

Une enquête menée à Saint-Martin-de-Crau mentionne des parcelles nouvellement défrichées, gagnées depuis peu sur la garrigue.
Inventaire des reliques de la cathédrale Saint-Trophime sous l'archevêque Rostang de la Capre.
- 1296 : Jacques de Molay, maître du Temple élu en 1293 à Chypre tient une réunion de l'ordre à Arles.
- 1298 : les Porcelet essayent en vain de récupérer leur seigneurie sur le vieux Bourg.
- 1300

L'archevêque d'Arles rachète la seigneurie de Trinquetaille à la famille des Baux.
Existence d'une maison de l'ordre des Chevaliers Teutoniques à Trinquetaille.